# Beleg van Oostende
Het Beleg van Oostende was de belegering van Oostende tijdens de Tachtigjarige Oorlog. De stad was in handen van de Republiek der Zeven Verenigde Nederlanden en werd tussen 5 juli 1601 en 22 september 1604 belegerd door de koninklijke Spaanse troepen van aartshertog Albrecht van Oostenrijk. De strijd was uitermate bloedig. Aan beide kanten vielen tienduizenden doden.
Sinds de Pacificatie van Gent in 1576 stond de stad onafgebroken aan de kant van de opstandelingen. In Vlaanderen werden in de jaren 1580 alle opstandige steden door de Spanjaarden heroverd. Alleen Oostende kon uit hun handen blijven. Vanuit de stad werd het omliggende gebied gebrandschat waarbij dorpen plundering en brandstichting konden afkopen door een belasting te betalen. De druk aan Zuid-Nederlandse kant om de stad te veroveren nam toe nadat de Republiek in 1600 gebruikmaakte van Oostende om Vlaanderen binnen te vallen.
Op 5 juli werd het beleg voor Oostende geslagen. De aartshertog was echter niet in staat de stad volledig te blokkeren door de overmacht van Engelse en Noord-Nederlandse schepen op zee. Daardoor konden gedurende de hele belegering manschappen, munitie en levensmiddelen de stad worden binnengebracht. De belegering werd een uitputtingsslag. In heel Europa waren de ogen gericht op Oostende, waardoor het een prestigekwestie werd dat beide partijen wilden winnen. Maurits van Nassau probeerde tevergeefs de aartshertog weg te lokken van Oostende door andere steden te belegeren. Omdat de aartshertog weinig vooruitgang boekte, werd hij door de koning Filips III van Spanje vervangen door de Genuees Ambrogio Spinola. Als bankier had die meer financiële middelen en hij boekte in korte tijd veel vorderingen. Op 22 september 1604 werd de stad overgegeven.
Na drie jaar en tweeënhalve maand vechten was de stad compleet verwoest en ontvolkt. De belegering van Oostende heeft de meeste slachtoffers gekost en het langst geduurd van alle belegeringen tijdens de Tachtigjarige Oorlog. Het verlies werd voor de Republiek verzacht doordat het kort ervoor Sluis wist te bemachtigen. Vanwege de duur en inspanning wordt het beleg van Oostende wel eens vergeleken met de belegering van het antieke Troje.

## Situering

### Voorgeschiedenis

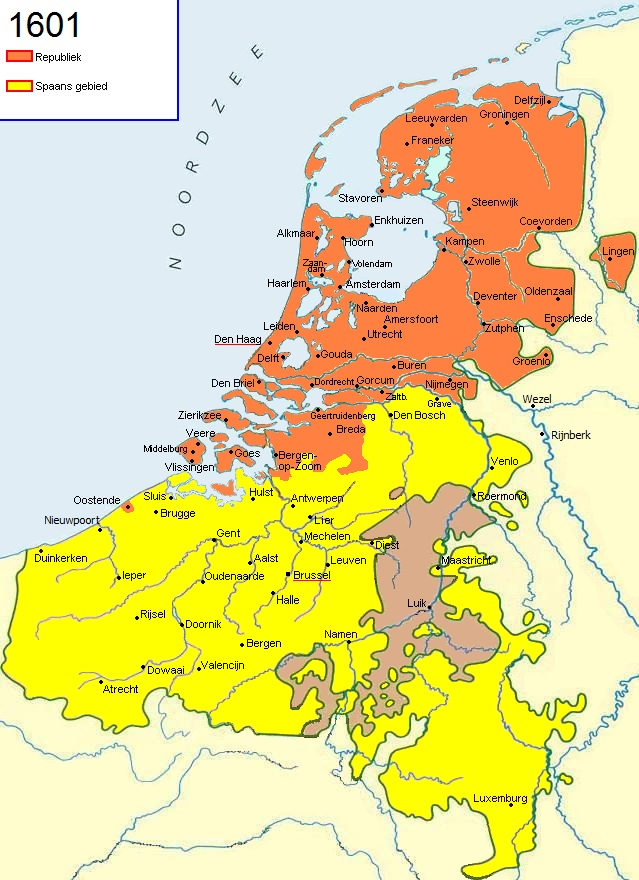
De situatie in de Nederlanden begin 1601

De Tachtigjarige Oorlog begon midden jaren zestig van de zestiende eeuw in de Nederlanden als een opstand. De oorzaak was onder andere onvrede met de centraliseringsdrang van de regering in Brussel en de vervolging van protestanten. Het verzet werd hard neergeslagen door het Spaanse leger. De Spanjaarden slaagden er echter niet in hun gezag te herstellen in het noorden en westen, door het maritieme overwicht van de opstandelingen en het dichte net van steden. In 1579 sloten de noordelijke provincies een defensieverdrag, de Unie van Utrecht. Het noorden zou later een zelfstandige republiek vormen en de zuidelijke provincies verzoenden zich met de Spaanse koning. Onder de Spaanse commandant Parma werd een groot deel van het zuiden en de nieuwe republiek veroverd. Alleen Zeeland, Holland, Friesland en Utrecht waren nog vrijwel volledig in Staatse handen. In het zuiden waren dat alleen de steden Bergen op Zoom, Venlo en Oostende. De Spaanse Armada zou een genadeklap moeten geven, maar werd op zee vernietigd door de Engelsen en Nederlanders. Ondertussen raakte koning Filips II van Spanje ook in oorlog met Frankrijk. Omdat Filips aan die oorlog de hoogste prioriteit gaf, kreeg de Republiek wat adem en lukte het tussen 1588 en 1598 het oosten en noorden terug te winnen.
In mei 1598 werden de Nederlanden door Filips II geschonken aan zijn dochter de infante Isabella en haar aanstaande man aartshertog Albrecht van Oostenrijk. Hoewel het paar soeverein was over de Nederlanden bleven ze financieel en militair afhankelijk van Spanje. Filips had als voorwaarde opgenomen dat, mocht het echtpaar kinderloos blijven, het land terug aan de Spaanse kroon kwam. Nadat hij in september van datzelfde jaar overleed werd hij opgevolgd door Filips III van Spanje.
Spanje had in 1598 vrede gesloten met Frankrijk en kon zich hierdoor richten op de oorlog tegen Engeland en de Republiek. De Republiek had in 1599 de mogelijkheid in te gaan op een vredesinitiatief van Spanje. Daartoe werd echter niet besloten omdat legeraanvoerder Maurits van Nassau en landsadvocaat Johan van Oldenbarnevelt Spanjes bedoelingen wantrouwden en de eenheid in de Republiek wilden behouden, ondanks de hoge kosten en onzekerheid die de oorlog met zich meebracht.
Vanaf 1600 werd de strijd gevoerd om de Zuidelijke Nederlanden. Duinkerke werd het volgend doelwit van de Republiek. Vanuit die Vlaamse havenstad brachten Duinkerker kapers en koninklijke schepen veel schade toe aan de Hollandse en Zeeuwse scheepvaart en vissersvloot. Toen het Spaanse leger geplaagd werd door muiterijen greep Maurits zijn kans en drong met een invasieleger door tot diep in Vlaanderen. Albrecht was echter in staat de muiterij te stoppen en razendsnel met zijn leger op te trekken richting het Staatse invasieleger. Bij Nieuwpoort werden de Staatsen verrast en moesten gedwongen slag leveren. Hoewel de Staatsen wonnen, blies Maurits de tocht naar Duinkerke af. Het Staatse leger trok terug naar Oostende, waar het inscheepte en Vlaanderen verliet. De Spanjaarden wilden de nederlaag wreken door Oostende, het laatste Staatse bastion in de Zuidelijke Nederlanden, te veroveren.

### Vesting Oostende

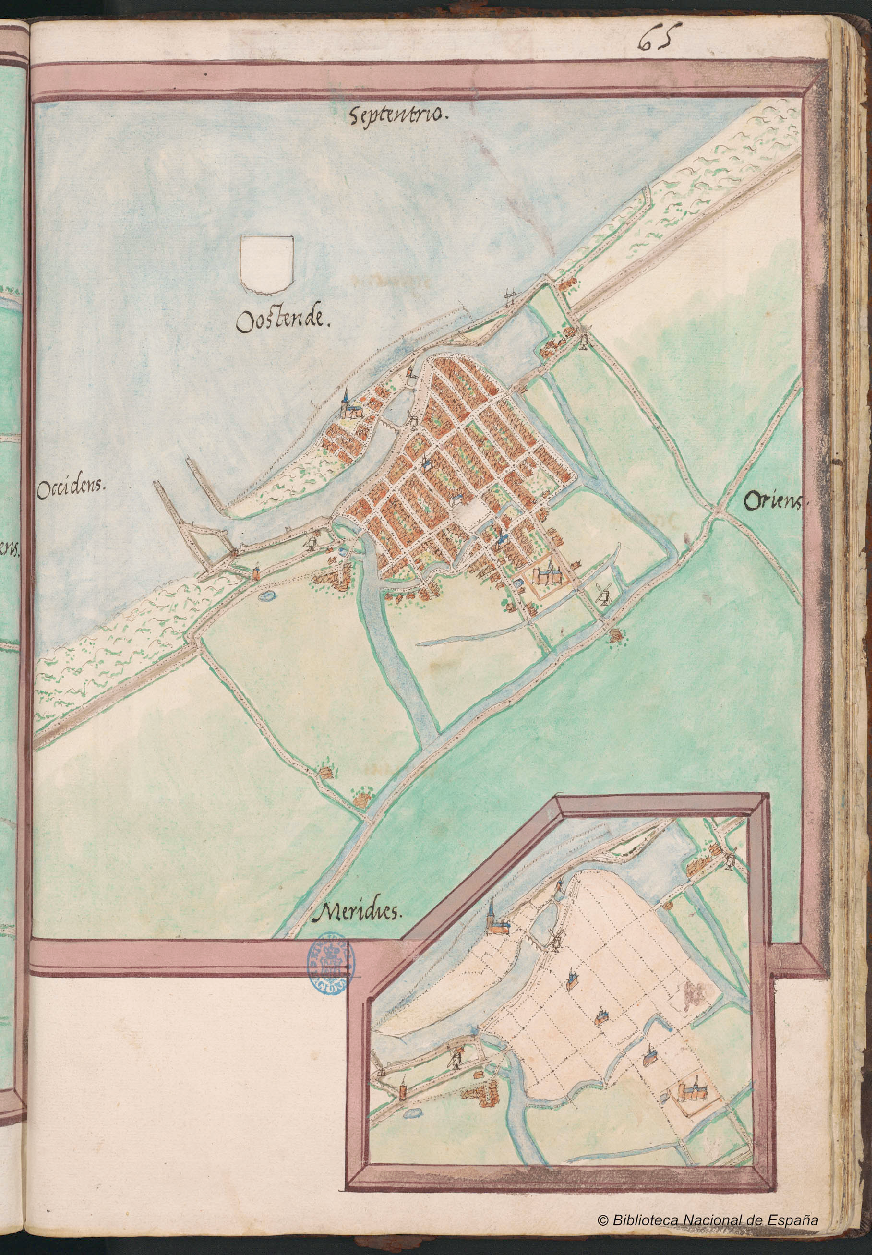
Kaart van Oostende, door Jacob van Deventer, circa 1562. De stad heeft hier nog geen stadswallen.

Oostende was een arme vissersplaats in Vlaanderen, gelegen aan de Noordzee, met zo'n drieduizend inwoners. Voor het uitbreken van de Tachtigjarige Oorlog had de stad geen middeleeuwse verdedigingswerken omdat de inwoners zich voldoende beschermd voelden door kreken, schorren en polders. Regelmatig overstroomde het land rondom de stad met getijdenwater.
Toen de Opstand uitbrak en Oostende in 1572 werd gebruikt door geuzen, besloot de Spaanse regering de stad in 1573 te versterken. Eerst nog met palissades en toegangspoorten. In 1578, toen Oostende de kant van de opstandelingen had gekozen, werd de stad door de Staatsen gebastioneerd en kreeg het de eerste aarden bolwerken. Tot 1601 werden de versterkingen meerdere keren uitgebreid en verbeterd.

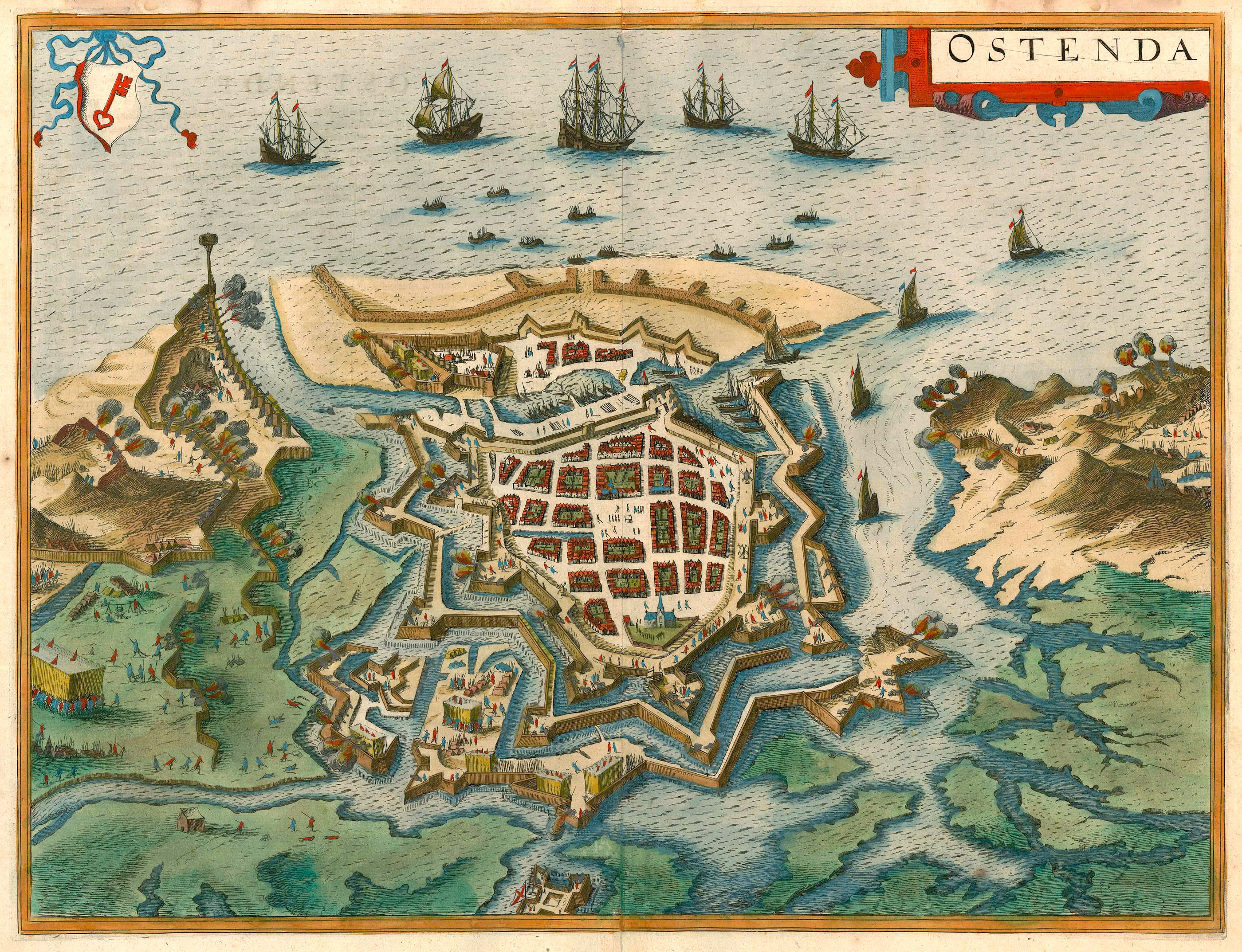
Op deze kaart met de belegering gaande, zijn de uitgebreide verdedigingswerken te zien die in de loop der jaren zijn aangelegd. Aan de rechterzijde van de stad heeft de Geule zich gevormd na het afgraven van de duinen en het doorsteken van de dijk.

De stad werd omringd door een wal met onregelmatig geplaatste hele en halve aarden bastions. Aan de west- en de zuidoostkant hadden de courtines een naar binnen gekeerde knik, een zogeheten getenailleerde vorm. Rondom de stad lag een gracht met daaromheen een getenailleerde bedekte weg met ravelijnen en wapenplaatsen. Voor een gedeelte van de gracht lag nog een voorgracht. In het oosten deed de Geule dienst als voorgracht. Aan de zeezijde waren de oude haven en de stad beschermd met ravelijnen op de zeedijk. De vestingwerken waren specifiek ontworpen op de situatie in Oostende en ze bevatten elementen uit het Oud-Italiaans, Nieuw-Italiaans en Oud-Nederlands vestingstelsel. Heel innoverend was het plaatsen van een naar buiten geknikte courtine tussen twee bastions aan de kant van de nieuwe haven. Daarmee werd de lange courtine gehalveerd en kon samen met de Oostpoort verdedigd worden vanuit de teruggetrokken flanken van de bastions. Bovendien konden zo vijandelijke schepen op de Geule beschoten worden. Dit was een voorbeeld van het polygonaal stelsel dat in de negentiende eeuw de norm zou worden in de vestingbouw.
Ook inundatie was een belangrijk verdedigingsmiddel. Na de mislukte driedaagse belegering door het Spaanse leger in 1583 onder commando van de hertog van Parma werden in 1584 de duinen ten oosten en westen van de vesting afgegraven. Daarnaast werd de zeedijk ten oosten van de stad doorgestoken. Door getijdenwerking is hier de Geule gevormd en liepen grote delen van het land rond de stad onder water.
Het Vlaamse platteland had tussen 1584 en 1599 veel last van de plundertochten die vanuit Oostende werden ondernomen door garnizoenssoldaten. De vrijbuiters kwamen tot aan Brugge, Veurne, Ieper en Rijsel. De gebieden werden gebrandschat en om plundering en brandstichting door garnizoenssoldaten te voorkomen moesten dorpen belasting of contributie betalen. Als reactie lieten de Vier Leden van Vlaanderen vanaf 1598 een dubbele ring met forten, schansen en andere veldwerken rond de stad bouwen om het Oostendse garnizoen binnen te houden. Een buitenste ring met onder andere de forten Oudenburg, Plassendale en Snaaskerke kwam vier à vijf kilometer van de stad te liggen. Een belangrijkere ring met de forten Sint-Albertus, Isabella, Sint-Clara en dat van Bredene werd 2,5 kilometer van de stad geplaatst. De forten waren met elkaar verbonden door waterlopen en wegen. De stad bleef bereikbaar via de zee. Tijdens de grote belegering werden de twee ringen verder uitgebreid, waarbij de structuur behouden bleef.

### Garnizoen en bevoorrading

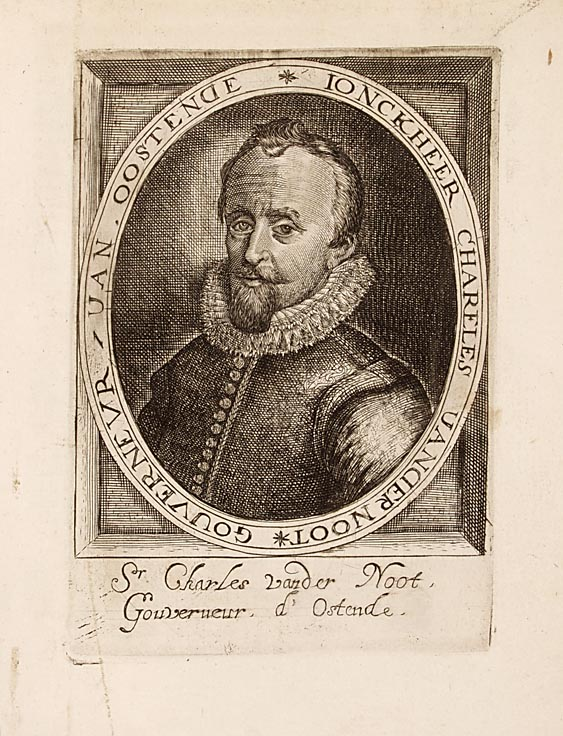
Portret van Karel van der Noot, gouverneur van Oostende in 1601 en voormalig kapitein van de lijfwacht van Maurits van Nassau.

Kort na het begin van de belegering werd de stad versterkt waardoor het aantal militairen in Oostende op 4500-4700 man kwam. Een aantal dat door de jaren heen belangrijke schommelingen kende. Koningin Elizabeth I van Engeland steunde de Republiek met geld en troepen volgens het Verdrag van Nonsuch uit 1585. In de twee maanden na het begin werd het garnizoen uitgebreid tot achtduizend man. Gewonden en omgekomen soldaten werden regelmatig vervangen.
De gouverneur en/of de opperbevelhebber had de leiding over het garnizoen. In sommige gevallen waren de functies gescheiden, zoals bij Karel van der Noot en Francis Vere en in sommige gevallen werden de functies door een persoon waargenomen zoals bij Daniël de Hertaing. Gedurende de belegering hebben negen personen de leiding gehad. Van der Noot was van het begin tot 9 december 1603 gouverneur. Toen generaal Vere aankwam, kreeg die de leiding over het garnizoen. Na zijn vertrek nam Frederik van Dorp dat over tot 31 mei 1603. Van der Noot werd opgevolgd door Pieter van Ghistelles, die omkwam op 29 maart 1604. Zijn vervanger Johan van Loon kwam een aantal dagen later om het leven, op 5 april. De opvolger Jacques de Buvry raakte gewond en werd geëvacueerd. Jacob van der Meer werd de nieuwe gouverneur maar ook zijn leiderschap was van korte duur. Hij overleed en werd op 8 juni 1604 opgevolgd door Anthonis van Utenhove. Deze raakte gewond en werd vervangen door De Hertaing.
De belegeraars waren niet in staat de stad aan de zeezijde volledig af te sluiten, waardoor bevoorrading vanuit zee mogelijk bleef. De oorspronkelijke haven in het westen was echter na een maand onbruikbaar doordat hij onder Spaans kanonvuur lag. Daarom werd een nieuwe haven ingericht in het noorden. Gedurende het beleg wisten 3000 schepen Oostende te bereiken met wapens, munitie, verstevigingsmateriaal, medicijnen, levensmiddelen, wijn, bier en brandstof. Ook werden manschappen gebracht en gehaald, en gewonden en zieken geëvacueerd. Levensmiddelen werden geleverd en verkocht door circa vijftien zoetelaars die pendelden tussen Oostende en Zeeland. Schade die particulieren bij de bevoorrading opliepen door oorlogshandelingen werd vergoed. Er was gedurende het beleg nooit tekort aan voedsel, wapentuig of andere benodigdheden, en het garnizoen heeft nooit gemuit.

### Koninklijk leger

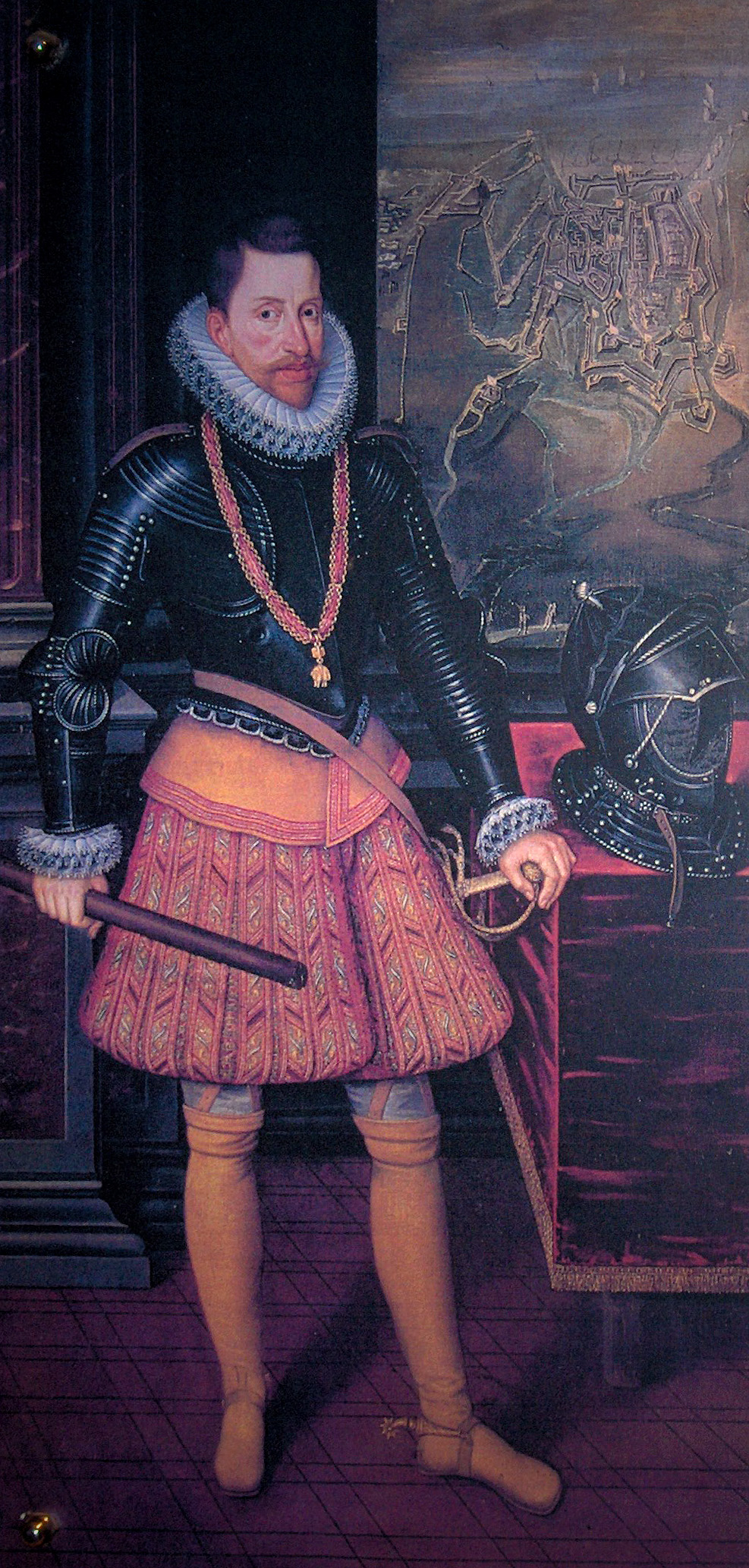
Aartshertog Albrecht van Oostenrijk, met op de achtergrond Oostende.

Het Spaanse leger onder leiding van aartshertog Albrecht van Oostenrijk bestond aan het begin van de belegering uit 17.000 manschappen van verschillende nationaliteiten, waaronder Spanjaarden, Walen, Duitsers, Italianen en Bourgondiërs. Later groeide het aantal uit tot 35.000. Tussen de nationaliteiten was veel rivaliteit, wat soms leidde tot hevige ruzies. Om deze zoveel mogelijk te voorkomen werden de regimenten samengesteld uit soldaten van dezelfde natie. Toch ontstonden er vaak conflicten, die contraproductief werkten op de militaire vorderingen. Albrecht had hier geen goed antwoord op, maar zijn opvolger Ambrogio Spinola kon hier wel mee omgaan. Hij gaf regimenten van verschillende naties elk eigen opdrachten.
De soldij van een soldaat bedroeg vier à vijf stuivers per dag. Hij verdiende daarmee minder dan een dagloner. Omdat een soldaat het hele jaar doorbetaald werd kwamen hun jaarlonen wel ongeveer gelijk uit. Het salaris was net genoeg om een gezin te onderhouden. Tweemaal per maand werden de soldaten geteld en uitbetaald als er geld was. De Zuidelijke Nederlanden waren voor de uitbetaling afhankelijk van geldzendingen uit Spanje. Als die niet aankwamen konden soldaten niet uitbetaald worden en was er kans op muiterij. Albrecht kreeg een aantal keren te maken met muiterijen vanwege achterblijvende betalingen. Spinola had dit probleem niet; hij kwam uit een bankiersfamilie en kon de financiering voorschieten tegen een lager rentetarief dan de Spaanse koning dat kon. Voedsel moest door de militairen zelf gekocht worden. De overheid zorgde dat voedsel goedkoop te verkrijgen was, ook al viel dat soms niet mee.
Gewonden van het koninklijk leger werden ondergebracht in gasthuizen in Vlaanderen. Toen die vol waren werden kloosters gebruikt. In het legerkamp zelf werden twee hospitalen ingericht.

## Motivering en voorbereiding
Na de Staatse veldtocht in Vlaanderen en de Slag bij Nieuwpoort was het voor de zuidelijke regering in Brussel duidelijk dat actie ondernomen moest worden. Oostende bleek voor de noordelijken een goede uitvalsbasis en steunpunt voor militaire campagnes in Vlaanderen. De afgevaardigden oefenden druk uit op aartshertog Albrecht om hier een eind aan te maken. Daarop liet Albrecht, na het vertrek van Maurits en zijn leger uit Oostende, de forten opnieuw bezetten en herstellen. Met Oostende in handen zou de Noordzee voor de Vlaamse kust tevens veiliger worden voor Duinkerker kapers. Tot slot had een verovering van Oostende ook een symbolische betekenis aangezien daarmee het hele graafschap Vlaanderen onder de Habsburgers kwam te vallen.
Vanaf het moment dat de forten versterkt werden deden steeds meer geruchten de ronde dat de aartshertog het beleg zou slaan rond de stad. Toen in september 1600 bekend werd dat militairen klaar stonden in Spanje om naar de Zuidelijke Nederlanden gezonden te worden was er geen twijfel meer. Maurits, zich bewust van het belang van Oostende, liet de stad verder versterken en bevoorraden. De ervaren kolonel Karel van der Noot werd aangesteld als gouverneur.
In het voorjaar van 1601 bereikte Maurits het nieuws dat Albrecht net er negenduizend man versterking kreeg uit Italië. Steden en kasselrijen in Vlaanderen spanden zich in om een eventueel beleg te laten slagen door het verlenen van ruime financiële en materiële steun. Om Albrecht af te leiden van een aanval op Oostende, stelde Maurits voor om Rijnberk aan te vallen. De Engelse generaal Francis Vere zou met zijn leger Hulst bedreigen om een mogelijk Spaans ontzettingsleger te belemmeren. Het beleg van Rijnberk was gaande toen Albrecht vanwege achterstallige betalingen met muiterij te maken kreeg in de schansen Sint-Isabella en Grotendorst rond Oostende. Albrecht verzamelde zijn leger bij Brugge en hij leek het in te gaan zetten tegen de muiters. Ook de Staten-Generaal van de Republiek in Den Haag waren die mening toegedaan en zonden geen versterkingen van Rijnberk naar Oostende. Niets was minder waar en op 5 juli legde Albrecht met een leger van zeventienduizend man het beleg om de stad.

## Omsingeling

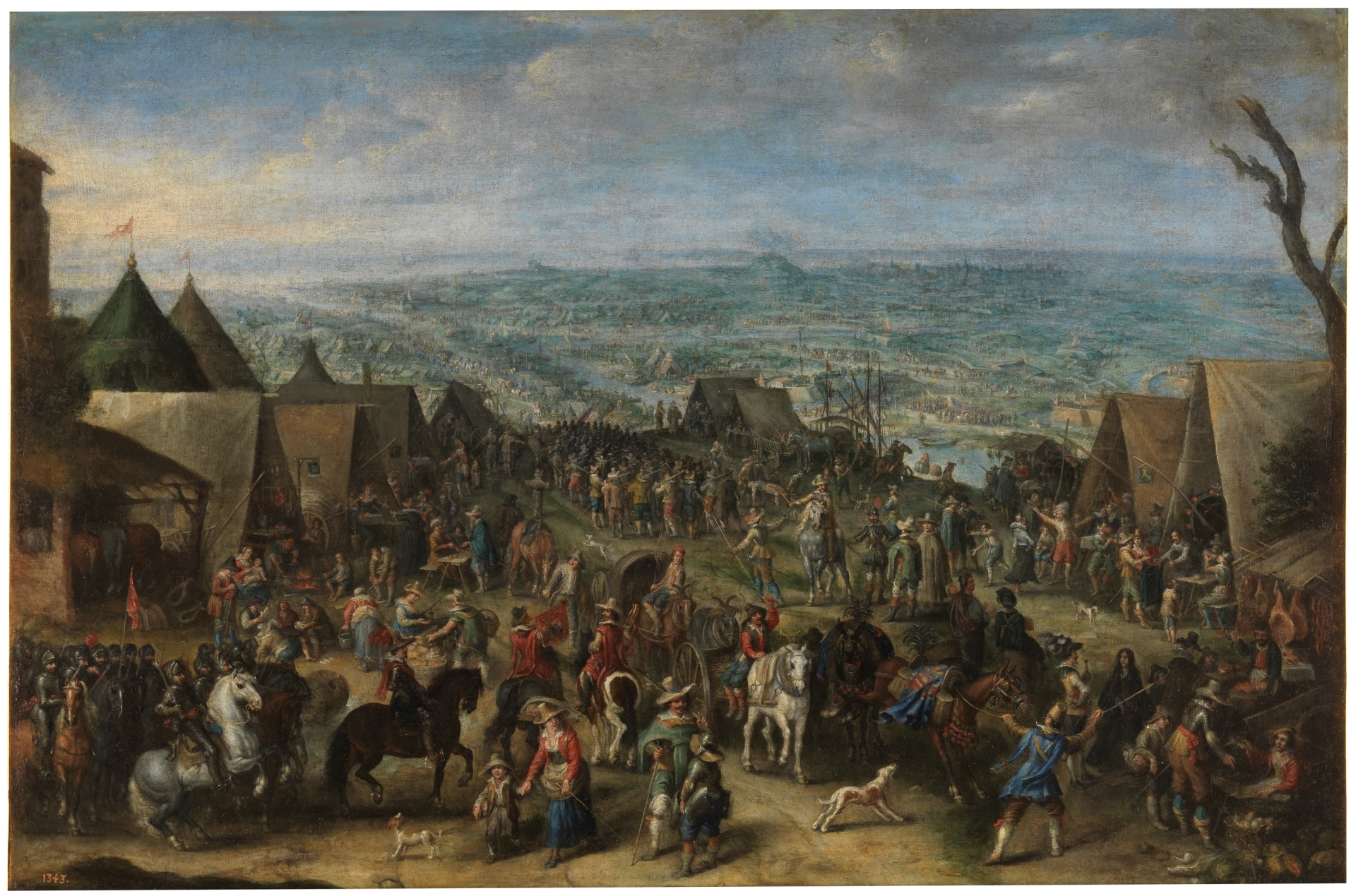
Een legerkamp gedurende de belegering van Oostende, door Cornelis de Wael.

Bij aanvang van het beleg was de stad aan de landzijde reeds omringd door forten. Albrecht verdeelde het leger over twee en later vier legerkampen. Agustin de Mexiá legerde met zes regimenten in de duinen ten westen van de stad. In het oosten bij Bredene sloeg Frederik van den Bergh met twee regimenten zijn kamp op. De twee overige kwartieren waren kleiner en werden later toegevoegd. Albrecht betrok zelf fort Sint-Albertus en de ruiterij bracht hij onder in Raversijde. De beste mogelijkheid om de stad te naderen was via de duinen aan weerszijden van de stad. Wel waren de Geule en de Westhaven zo dicht bij zee het breedst en diepst, maar het gebied ten zuiden van de stad was minder geschikt aangezien het land daar tweemaal daags onder water stond. Meteen na aanvang van het beleg liet Albrecht loopgraven en aarden wallen aanleggen om de kwartieren te versterken. Van een echte omsingeling was echter geen sprake aangezien de stad via zee bereikbaar bleef.

## 1601: aanvang

### Eerste aanval en tegenaanval en de komst van Vere

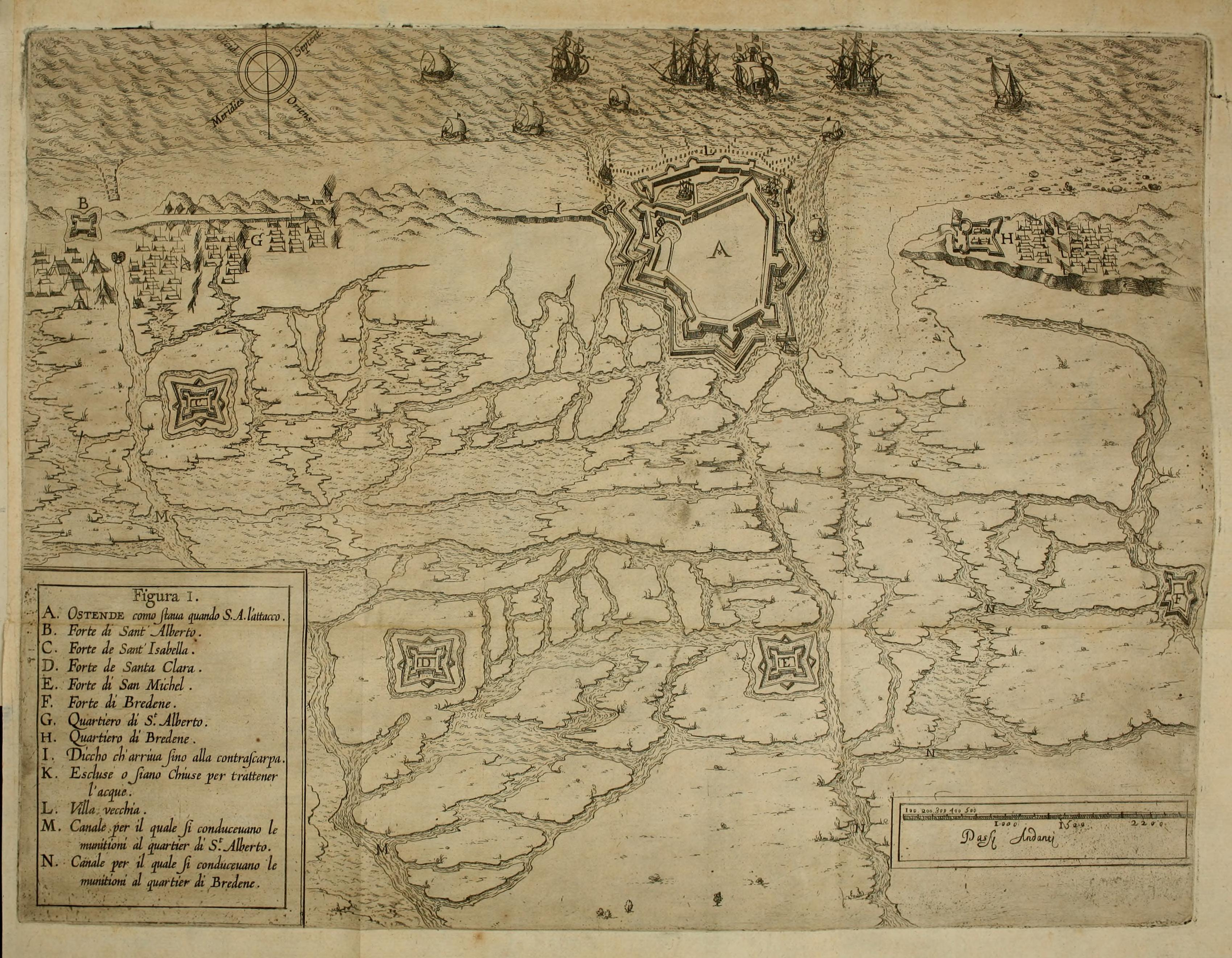
Kaart van Oostende en omgeving in 1601, door Pompeo Giustiniano

Al een dag na aankomst van Albrecht opende zijn leger vanuit het westen het vuur op Oostende. Op 8 juli beschoten zijn kanonnen de stad voor het eerst vanuit het oosten. Het merendeel van de bevolking van Oostende werd hierop naar Zeeland geëvacueerd. Zo'n zeshonderd mannen en jongens bleven over om te helpen bij de verdediging. De aartshertog had het met zijn aanval voorzien op de oude stad en de haven in het noordwesten. Hij vermoedde dat dit de zwakste plek in de verdediging was. Als hij de haven in bezit kon krijgen zou de bevoorrading geblokkeerd kunnen worden en zou de stad moeten capituleren. Op 10 en 11 juli begon de aanval in het zuidwesten op de bastions Porc-Espic (Stekelvarken), Zandhil en Helmond. Musketiers hielden de bastions continu onder vuur, terwijl een compagnie Walen deze bestormde. Tegelijkertijd beschoten de troepen van Frederik van den Bergh het oosten van de stad, waardoor de verdedigers hun aandacht moesten verdelen. Toch kregen de aanvallers geen bastion in handen en moest de aanval worden gestaakt. Hierna werd door de belegerden een tegenaanval uitgevoerd in het westen. Met duizend man probeerden ze kanonnen van de vijand onbruikbaar te maken. De Spaanse ruiterij dreef hen echter terug, waarop het Oostendse geschut hevig terugschoot. In deze eerste week vechten vielen aan Staatse zijde vijfhonderd doden en aan Spaanse zijde zevenhonderd.
De stad werd versterkt met twintig compagnieën Engelsen uit Maurits' veldleger en tien compagnieën uit Bergen op Zoom. De leiding over het garnizoen werd overgedragen aan de Engelse generaal Francis Vere. Dit was nodig om goedkeuring te krijgen van de Engelse koningin Elizabeth I. Vere kwam op 15 juli in Oostende aan met versterkingen. Hij kreeg van de Staten-Generaal de opdracht om de vesting actief te verdedigen, wat betekende dat hij ook buiten de stad aanvallen moest uitvoeren. Vere was erg ambitieus en wilde Maurits graag als veldheer naar de kroon steken. Begin augustus vroeg Vere om tweeduizend man extra. Maurits wilde niet nog meer van zijn manschappen naar Oostende sturen omdat dan te weinig over zou blijven om elders in de Lage Landen nog een serieuze aanval te doen. De Staten-Generaal lieten hem echter geen keus waardoor het aantal soldaten in Oostende toenam tot achtduizend man.

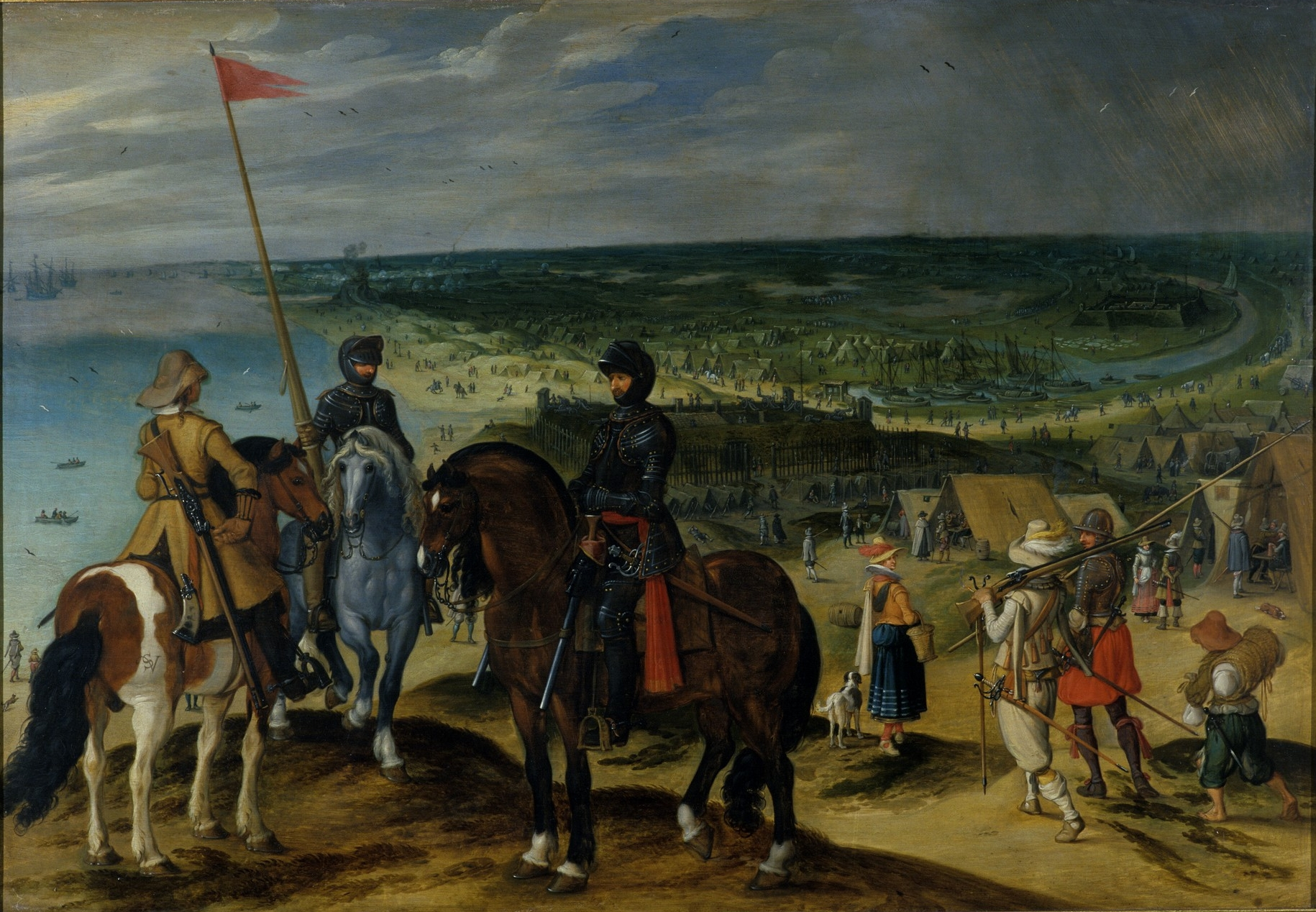
Oostende en de Grote Kat zijn afgebeeld op de achtergrond. Op de voorgrond drie officieren op paarden. Daarachter het fort Sint-Albertus met daarachter het aartshertogelijke kamp. Rechts de vaart met scheepjes afkomstig van Brugge met voorraden. Uiterst recht is Fort Isabella. Door Sebastiaen Vrancx, 1601/1615.

Vere liet de vestingwerken in de polder in het zuidwesten extra versterken omdat het voor de vijand mogelijk was de Ieperlee om te leiden en zo de gracht droog te leggen. Op 16 juli werden 's nachts nieuwe redoutes, wallen en borstweringen aangebracht. Ook liet hij er nieuwe barakken, wapenplaatsen en een hospitaal bouwen. De Spanjaarden, geleid door Frederik van den Bergh, probeerden de Engelsen te verdrijven door een aanval met 1000 man, maar slaagden er niet in. Wel konden ze schansen en batterijen oprichten om een mogelijke tegenaanval te belemmeren. Korte tijd later werd Van den Bergh in het oostelijke kwartier opgevolgd door de graaf van Bucquoy.
De vorderingen van Albrechts leger in het westen waren zodanig dat de bevoorrading van Oostende via de haven vanaf eind juli steeds effectiever gehinderd kon worden. De Staatse ingenieur David van Orliens, die aanwezig was in Oostende, raadde aan de oostelijke contrescarp door te breken zodat aan die zijde een nieuwe haven kon komen, die in verbinding zou staan met de Geule. Toen Albrecht dat plan doorkreeg liet hij snel schepen met stenen en visnetten zinken voor de monding van de Geule, maar dit was onvoldoende. Schepen konden redelijk veilig de nieuwe haven bereiken. Alleen de kanonnen van Bucquoy konden reiken tot de Geule, maar voor een echte dreiging stonden ze te ver weg. Vere liet een halve maan aanleggen als extra bescherming van de haven.
Tijdens een inspectie aan bastion Zandhil raakte Vere gewond aan zijn hoofd waardoor hij Oostende tijdelijk moest verlaten. Karel van der Noot verving hem gedurende die tijd.

### Vorderingen aartshertog Albrecht en afleiding van Maurits en Willem Lodewijk

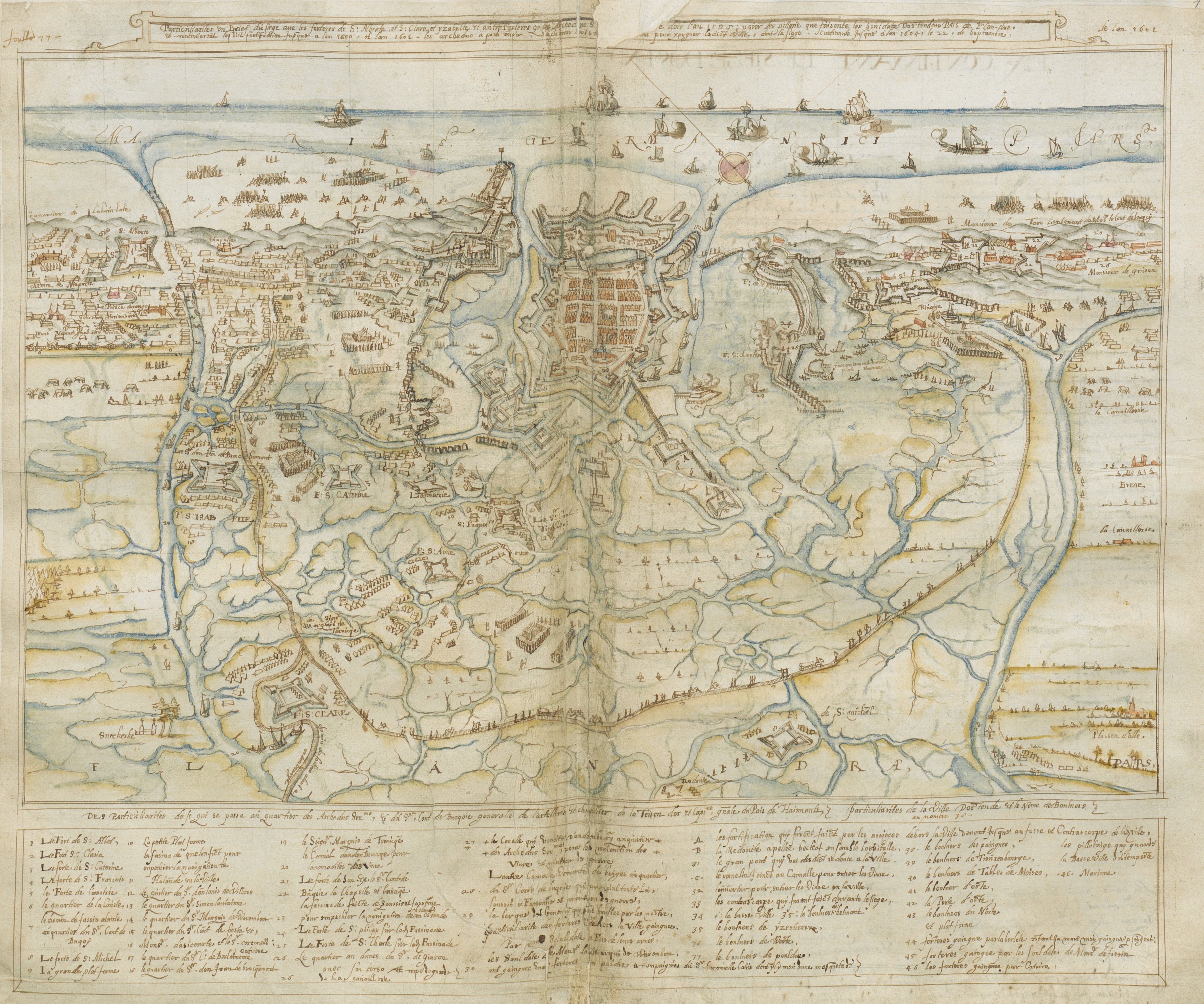
Kaart van Oostende en omstreken tijdens het beleg. Door ingenieur Le Poivre, 1602.

Na de val van Rijnberk op 31 juli, kreeg Oostende een versterking van 23 vendels soldaten afkomstig uit Rijnberk onder leiding van de graaf van Châtillon. De graaf kwam enige dagen later om in de belegerde stad. De Spanjaarden vorderden steeds verder met naderingswerken en daarom staken de belegerden op 22 augustus in het westen de Groenendijk door, een zeedijk tussen de halve maan en het bastion Porc-Espic. Zeewater spoelde door de bres en liet Spaanse loopgraven onder water lopen en wegspoelen. Bovendien bleef er nu ook met eb water in de gracht staan waardoor het bijna onmogelijk werd de stad te naderen via het westen. Het risico was wel dat hierdoor ook de Oostendse verdedigingswerken schade konden oplopen.
Ondertussen bleef de stad bevoorraad worden door honderden schepen. De Staten-Generaal verwachtten dat de aartshertog het beleg zou opheffen zodra het winter werd. De aartshertog bedacht daarentegen dat de bevoorrading in de winter moeilijker zou worden voor de Staatsen vanwege de winterstormen. Om die reden besloot hij de belegering voort te zetten. Meteen na die beslissing, begin oktober, liet hij de kwartieren geschikt maken voor een overwintering door het oprichten van houten barakken.
Eind september en oktober, Vere was inmiddels teruggekeerd, waaide en regende het hevig. Aan beide kanten veroorzaakten de slechte weersomstandigheden veel schade. Loopgraven werden niet meer bemand en ziekten en desertie namen toe.

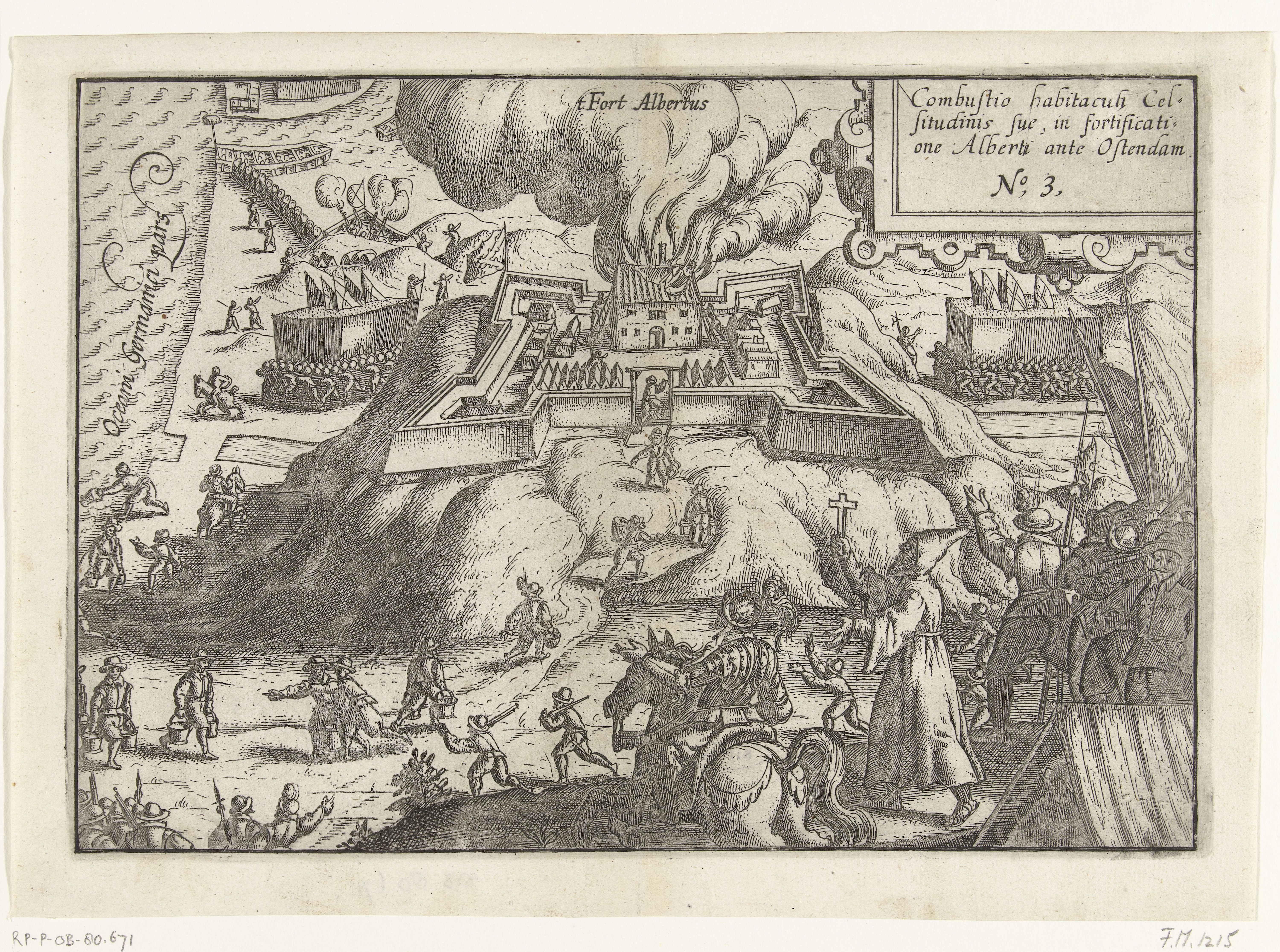
Brand in fort Sint-Albertus op 13 november 1601.

Om de bevoorrading van de stad te blokkeren bouwden de Spanjaarden in het oosten van de stad, in de polder van Bredene, een groot platform waarop kanonnen geplaatst konden worden. Vanuit deze constructie, die de naam Luisbos kreeg, konden schepen op de Geule beschoten worden. Een direct gevolg was dat zoetelaars midden november niet meer op Oostende durfden te varen. Om hen over te halen werden vergoedingen flink verhoogd en werd beloofd dat schade door oorlogshandelingen vergoed zouden worden. Ook in het westen liet Albrecht een constructie bouwen. Het werd een veertig meter hoog platform dat de naam Grote Kat kreeg. Het bood plaats aan acht kanonnen. Deze konden de hele stad bestrijken en vormden zo een grote dreiging. De bouw liep echter vertraging op door een brand en een storm halverwege november die fort Sint-Albertus verwoestte. Bij diezelfde storm werd ook Luisbos beschadigd.
De Staten-Generaal en Maurits wilden graag de stad te hulp schieten. Een directe aanval op de belegeraars was echter niet haalbaar. Daarvoor waren ze te goed verschanst. Daarom kozen de Staten-Generaal en Maurits voor een afleidingsactie. Hiermee hoopten ze het Spaanse leger weg te lokken van Oostende, of op zijn minst de vorderingen te vertragen. Op 2 november verscheen het leger van Maurits en Willem Lodewijk bij 's-Hertogenbosch. Het leger was te klein om de stad volledig af te sluiten waardoor de stad makkelijk versterkt kon worden door Spaanse militairen. Na drie weken werd de belegering vanwege de kou opgeheven. Deze afleidingsmanoeuvre had niet als resultaat dat het Spaanse leger werd weggelokt van Oostende. Daarvoor vond de aartshertog Oostende zijn geloofwaardigheid en prestige té belangrijk. Het zorgde wel voor een tijdelijke vertraging in de uitvoering van de belegeringswerken van de aartshertog.

### List van Vere

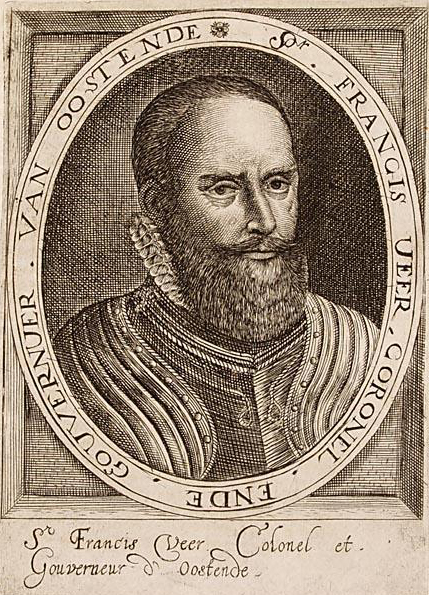
Francis Vere voerde een list uit toen de situatie in Oostende nijpend was.

In december was de situatie in de stad ernstig. Door ziekte en desertie nam het aantal weerbare mannen af tot tweeduizend. De druk op de nog beschikbare mankrachten nam daardoor toe. Het vroor en de brandstof raakte op waardoor men gedwongen was het hout van palissades te gebruiken als brandstof. Verdedigingswerken werden niet meer gerepareerd en waren op sommige plekken verlaten. De aartshertog liet een aanval uitvoeren op de polder die maar net afgeslagen kon worden. Generaal Vere leek terneergeslagen en niet meer bij machte om het garnizoen te leiden.
Spionnen informeerden de aartshertog over de nijpende situatie en Albrecht besloot een aanval voor te bereiden. De grote aanval was gepland in de nacht van 22 op 23 december. Vere kwam erachter en, wetende dat een grote aanval nooit afgeslagen kon worden in deze situatie, zag geen andere uitweg dan het bedenken van een list. Hij liet onderhandelingen over een overgave aanknopen. De aartshertog stemde in en gaf Vere vier dagen de tijd. Zo kreeg Vere tijd om de vestingwerken te laten repareren en te wachten op versterkingen. Hij wist dat in Zeeland versterkingen klaarstonden voor verscheping maar dat dit door het slechte weer nog niet mogelijk was geweest. Ondertussen was de overgave groot nieuws. Uit de omgeving kwamen belangstellenden kijken. Ook bij de Europese hoven was het groot nieuws. Echter, toen de eerste versterkingen waren gearriveerd liet Vere aan Albrecht weten dat hij de capitulatie introk. De aartshertog was woedend over de eerloze actie. Hij wist dat wanneer hij de aanval had doorgezet, hij de stad gemakkelijk had kunnen innemen.

## 1602: rustig jaar

### Grote aanval

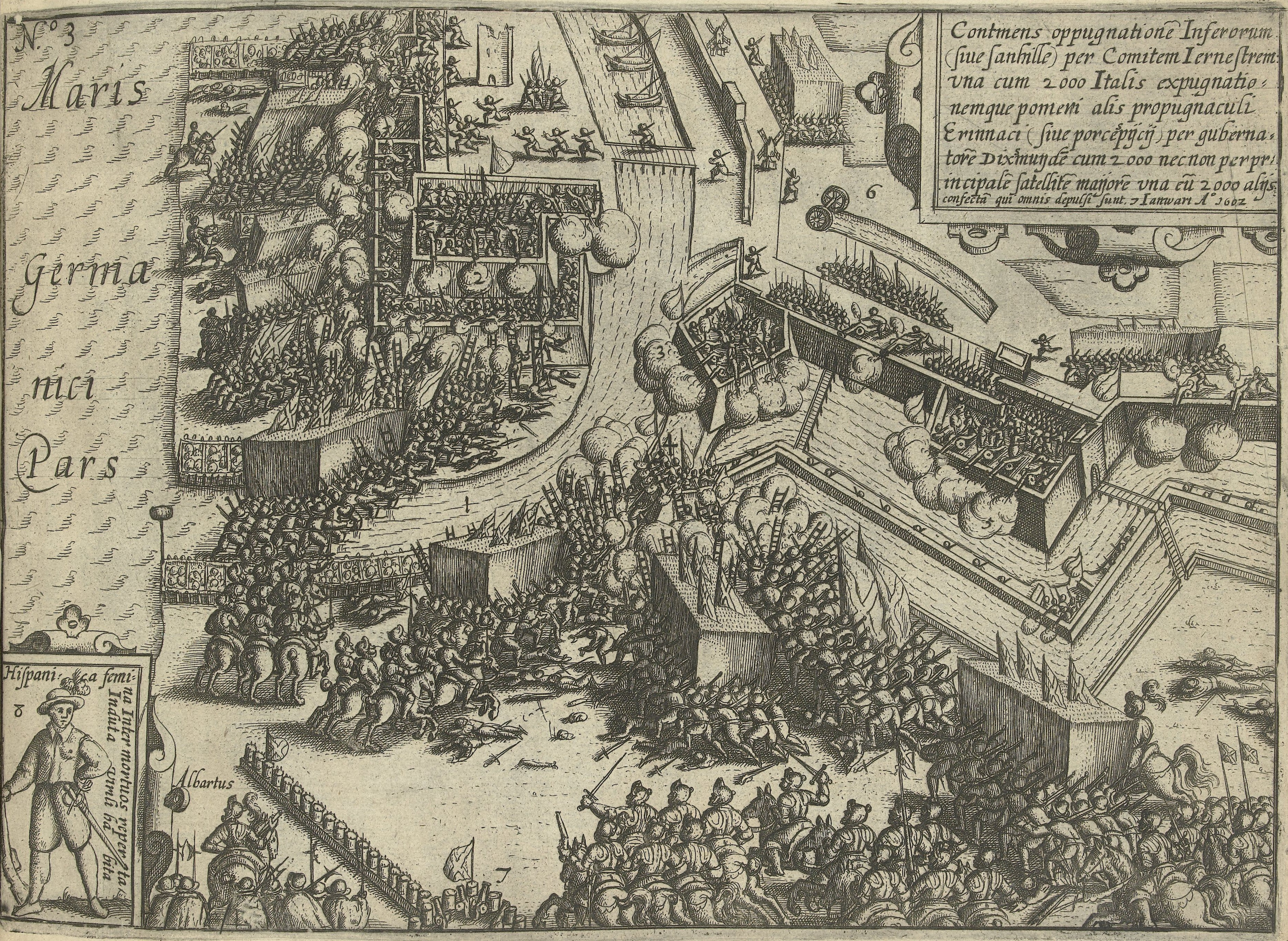
Grote aanval op de verdedigingswerken door aartshertog Albrecht op 7 januari 1602

De gevreesde stormaanval van de aartshertog kwam alsnog op 7 januari 1602, alleen waren nu de omstandigheden veel minder gunstig. 's Morgens liet de aartshertog de kanonnen zo'n tweeduizend schoten afvuren. Daarna liet hij 's avonds de stad vanuit vier kanten bestormen. Het was eb dus stonden de Geule en de Westhaven zo goed als droog. Echter werd de aanval in het oosten te laat ingezet waardoor de Geule niet meer overgestoken kon worden. De aanvallers verlegden hun doel en veroverden de halve maan. Toen ze die in handen hadden werden de Spaanse militairen zwaar beschoten vanuit het Zuiderbolwerk waarna zij met grote verliezen terugtrokken. In het westen was de aanval door vierduizend Spanjaarden en Italianen gericht op de oude haven en het bolwerk Zandhil. Ook waren de bastions Porc-Espic en Helmond doelwit, evenals de polderwerken. Vere was voorbereid op de aanval en had vierduizend weerbare mannen ter beschikking waarvan hij het merendeel in het westen indeelde. Kartouwen werden geladen met nagels, kettingen en schroot en maakten veel slachtoffers onder de belegeraars. Toen duidelijk werd dat de aanval mislukt was werd het sein voor de terugtocht gegeven. Op dat moment liet Vere de sluis van de Oude Haven openen waardoor het water in de polder snel steeg en veel Spanjaarden verdronken. Soldaten die door het water werden ingesloten werden gedood. Uiteindelijk waren er aan de zijde van de aartshertog 2500 manschappen dood of gewond, terwijl het garnizoen maar veertig doden en honderd gewonden telde.
Na deze mislukte bestorming brak muiterij uit in het Spaanse kamp. Er heerste woede over de manier waarop de soldaten als kanonnenvoer werden opgejaagd. De aartshertog liet vijftig muiters wurgen en stuurde er honderdvijftig naar de galeien. De Staten-Generaal waren niet blij met de list van Vere en riepen hem terug naar Den Haag. In Oostende werd hij opgevolgd door Frederik van Dorp. Nieuwe manschappen werden naar de stad gezonden zodat in maart het volledige garnizoen vervangen was.
In de maanden na de mislukking werd door Albrecht geen nieuwe grote aanval meer uitgevoerd. Hij verlegde zijn strategie naar het hinderen van bevoorradingsschepen. Luisbos in het westen en aan de andere kant de Grote Kat werden verder uitgebouwd. Dit werk vlotte langzaam en een storm in februari veroorzaakte grote schade aan deze werken.
Doordat een aanval uitbleef had het garnizoen tijd om de vestingwerken te herstellen en een derde haven uit te graven tussen de halve manen Leugenaar en Mozestafel. Voor extra veiligheid werden huizen in de stad afgebroken en elders opnieuw opgebouwd, werden andere huizen gevuld met aarde om aangrenzende huizen te beschermen, en werden grote afweerschilden opgericht die bescherming moesten bieden op straat.

### Maurits' veldtocht en muiterij in Hoogstraten

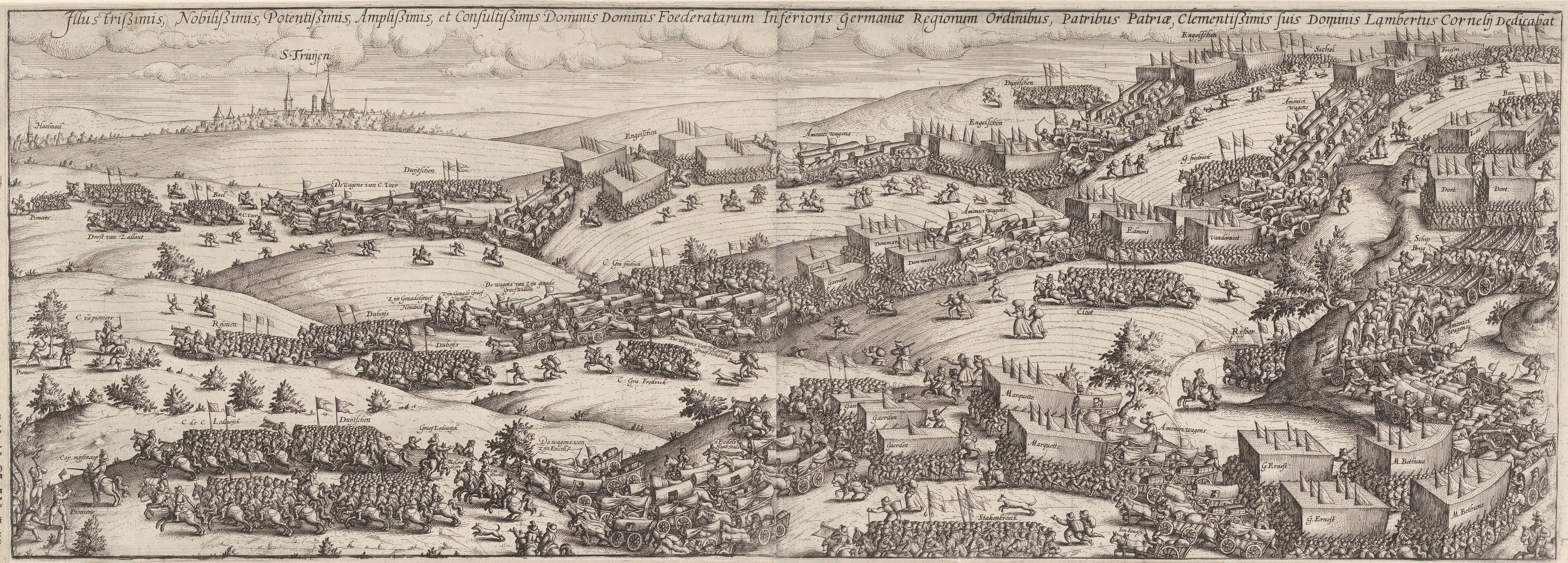
Tocht van Maurits door Brabant naar Grave, 1602

Het mislukte beleg van 's-Hertogenbosch had laten zien dat Albrecht met een kleine legermacht niet van Oostende weggelokt kon worden. De Staten-Generaal waren ervan overtuigd dat het met een grote legermacht wel zou lukken. Daarom werd het leger uitgebreid met tienduizend manschappen en werden er tweeduizend Duitse ruiters en zesduizend waardgelders ingehuurd. Hiermee beschikte de Republiek over een veldleger van 24.000 man, de grootste sterkte tot dan toe. De verwachtingen waren dan ook hoog. Maurits kreeg opdracht met het leger Brabant binnen te trekken om daar een veldslag uit te lokken met het leger van de aartshertog. Een deel van het Spaanse leger werd bij Oostende weggehaald en had zich onder leiding van Mendoza verschanst bij Sint-Truiden. Maurits' leger kwam in de buurt maar Mendoza vermeed de confrontatie. Een directe aanval op het verschanste leger leek niet haalbaar en daarom besloot Maurits zich terug te trekken. Het stadje Grave werd het alternatief dat op 18 september na een belegering van twee maanden kon worden ingenomen. Ondanks de grootte van Maurits' leger was hij niet in staat gebleken om echt een vuist te maken tegen Albrechts krijgsmacht.
Tegelijk met de inval van Maurits in Brabant kreeg Albrecht te maken met een nieuwe muiterij. Spanje kon niet aan alle financiële verplichtingen voldoen en had daardoor in 1601 1,3 miljoen dukaten minder naar de Nederlanden gestuurd dan beloofd. Een significant gat was hierdoor ontstaan in de betalingen aan de soldaten. Een deel van de muiters liep over naar Maurits en een ander deel had zich verschanst in het kasteel van Hoogstraten. Albrecht knoopte onderhandelingen aan met de muiters maar zonder resultaat. Mendoza werd teruggeroepen naar Spanje omdat hij de inname van Grave niet wist te voorkomen en omdat een muiterij uitbrak onder zijn manschappen.

### Pest breekt uit
In de zomer van 1602 brak een pestepidemie uit in de stad. De aanstelling van twee pestmeesters kon niet verhinderen dat in augustus ongeveer een derde van het garnizoen ziek was. Vanwege de vele doden moest het kerkhof opgehoogd worden. Er werden nieuwe barakken voor de soldaten gebouwd om de hygiëne te verbeteren. Ondanks dit vielen er in november nog dagelijks zestig à tachtig doden. Meer doden vielen door de pest dan door oorlogshandelingen. Ook het Spaanse leger kreeg in het voorjaar te maken met ziekten in het kamp. Pest, buikloop en hete koorts eisten ook daar hun tol.
Tegelijk met de inval van Maurits in Brabant kreeg Albrecht te maken met een nieuwe muiterij. Spanje kon niet aan alle financiële verplichtingen voldoen en had daardoor in 1601 1.3 miljoen dukaten minder naar de Nederlanden gestuurd dan beloofd.[18] Een significant gat was hierdoor ontstaan in de betalingen aan de soldaten. Een deel van de muiters liep over naar Maurits en een ander deel had zich verschanst in het kasteel van Hoogstraten. Albrecht knoopte onderhandelingen aan met de muiters maar zonder resultaat. Mendoza werd teruggeroepen naar Spanje omdat hij de inname van Grave niet wist te voorkomen en omdat een muiterij uitbrak onder zijn manschappen.

## 1603: veranderende strategie

### Polderwerken veroverd

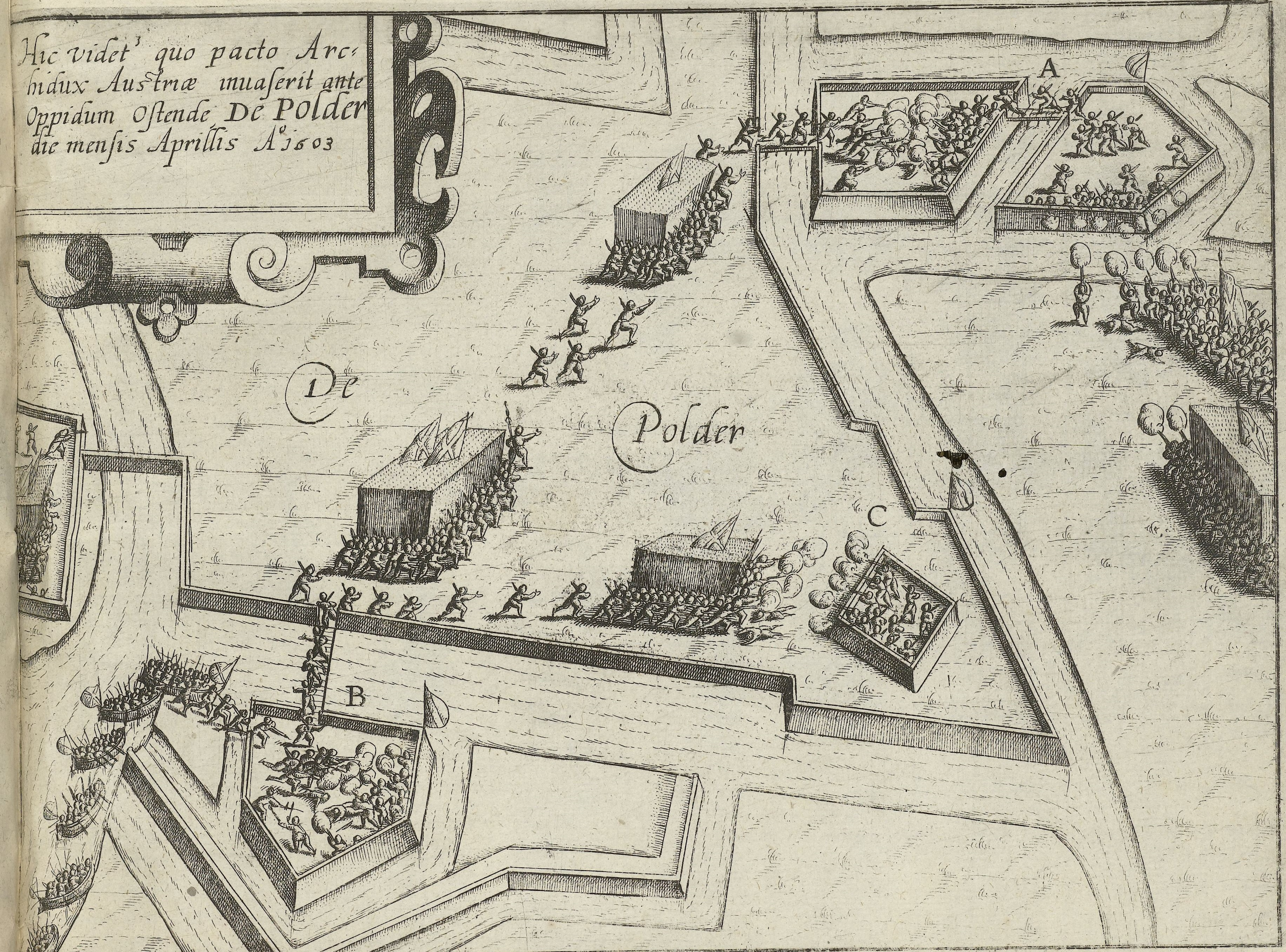
De verovering van de forten in de polder door het Spaanse leger, april 1603

Na anderhalf jaar was er nog weinig vooruitgang geboekt. Filips III begon zijn geduld te verliezen. Zo benoemde hij Luis de Velasco tot generaal van de ruiterij als opvolger van Mendoza zonder Albrecht te raadplegen. Verder trok Filips III het beheer aan zich over de gelden die Spanje betaalde voor het leger. Albrecht's macht in het opperbevel werd hierdoor meer symbolisch van aard en gaf hem gezichtsverlies. De koning en zijn adviseurs geloofden niet dat Albrecht de stad in handen zou krijgen alleen een geschikte vervanger was nog niet voor handen.
Maurits kon in 1603 pas laat op campagne omdat de provincies het niet eens werden over het doel, Brabant of Oostende en Sluis.
Het werk aan Luisbos en Grote Kat begon zich uiteindelijk uit te betalen. Nu de constructies voltooid waren bleken zij uiterst effectief. In de stad richtten de kanonnen die erop geplaatst waren grote schade aan en de bevoorrading van het garnizoen werd bemoeilijkt. Door voortdurende beschietingen werd de stad volledig verwoest en waren belegerden gedwongen te schuilen tussen de ruïnes. Desondanks lukte het niet om de verdedigingswerken te vernielen.
Tijdens een storm in april zette het koninklijk leger een nieuwe grote aanval in. Een kleine aanval bij baston Porc-Espic was bedoeld ter afleiding van een grote aanval op de polderwerken ten zuiden van de stad. Doordat het garnizoen zich concentreerde op Porc-Espic konden de Spanjaarden de polderwerken snel innemen. Twee tegenaanvallen leidden tot zware verliezen onder het garnizoen, zonder dat de polder heroverd kon worden. De verdediging moest nu gevoerd worden vanuit de daar achterliggende ravelijnen en hoofdwal. Soldaten van het garnizoen zaten sinds de inname meer opeengepakt in de stad en werden makkelijker slachtoffer van Spaanse beschietingen. Mede hierdoor bedroeg in september het aantal weerbare mannen 2550 en het aantal gewonden en zieken ruim 1400. Na de inname van de polder kwam Albrecht naar Oostende om zijn manschappen persoonlijk te feliciteren.

### Tegenslagen voor Albrecht

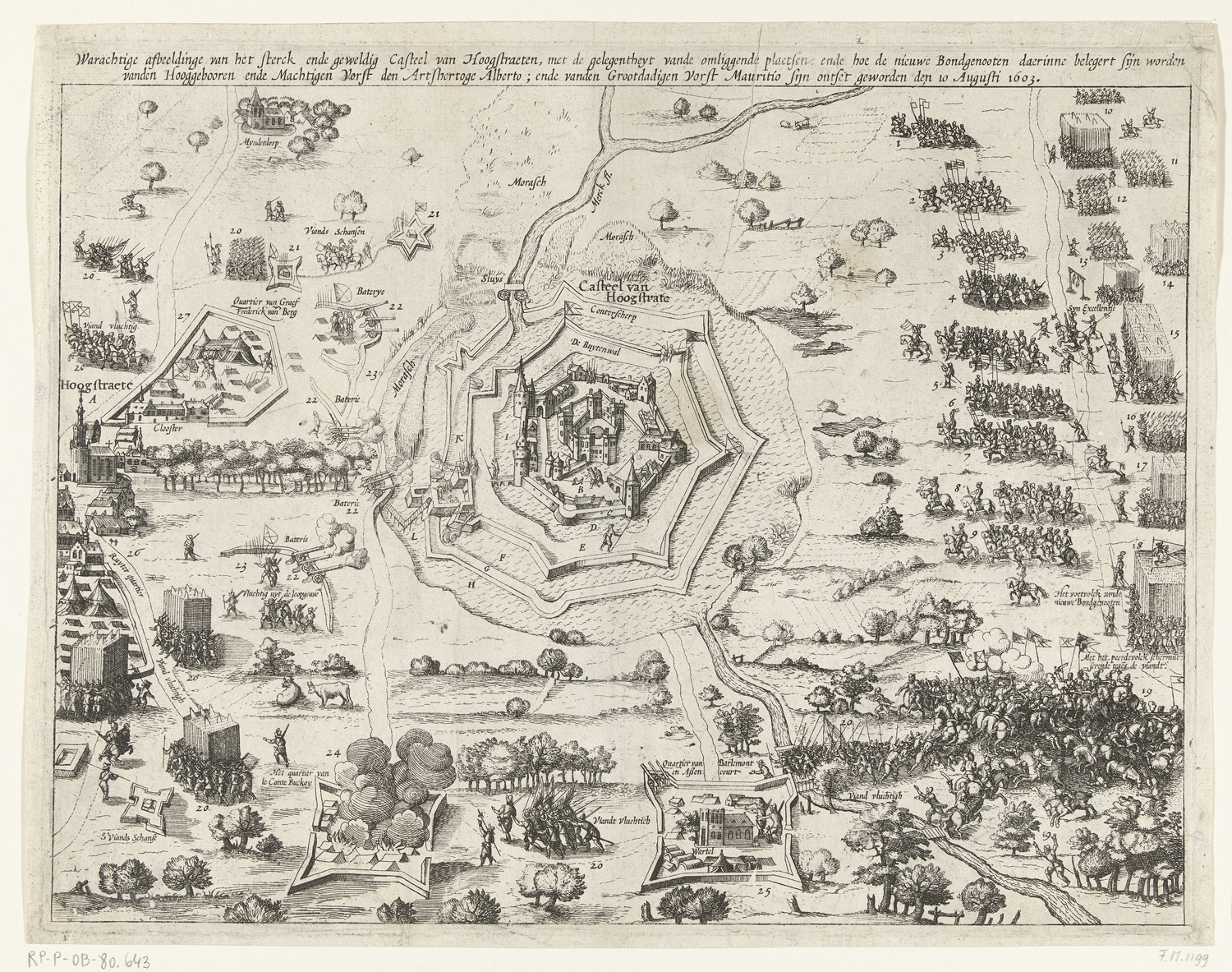
Het ontzet van de muiters van Hoogstraten door Maurits in augustus 1603

Een van de acties om de bevoorrading van Oostende te hinderen was de inzet van een vloot galeien. Deze opereerde vanuit Sluis en stond onder het bevel van Frederik Spinola, telg uit een Genuese familie van handelaren, bankiers en militairen. Op 23 mei 1603 kwam het in het Gat van Sluis tot een treffen tussen de Staatse vloot en Frederiks galeien. Frederik overleefde de zeeslag niet en met hem sneuvelden 800 van zijn soldaten. De galeien werden vernietigd of zwaar beschadigd. Door de gewonnen zeeslag was het weer veiliger op de wateren voor de Staatse schepen.
De overwinning op zee gaf de belegerden motivatie voor een aanval op de houten constructies Luisbos, Grote Kat en de Groenendijk. Met vuurballen werden in de zomer de constructies in brand geschoten. Musketiers voorkwamen dat er geblust kon worden. De Grote Kat brandde dertien dagen lang; toen werd het vuur door regen geblust. Ondanks de brand was het platform na reparatie weer bruikbaar. De Groenendijk brandde in 25 dagen volledig af. Luisbos werd vanuit de stad via een schipbrug door soldaten benaderd, maar die aanval werd afgebroken toen Bucquoy met de ruiterij kwam opdraven.
Een andere tegenslag voor Albrecht had te maken met de muiters van Hoogstraten. De aartshertog wilde hen tot gehoorzaamheid dwingen. Hij vertrok met een klein leger en kanonnen vanuit Oostende naar Hoogstraten in de hoop dat de muiters zich zouden overgeven bij het zien van het leger. De muiters hadden zich goed verschanst en weigerden zich over te geven. Albrecht belegerde kort het kasteel maar trok zich terug toen Maurits met een leger verscheen om de muiters te hulp te schieten.

### Werken van Pompeo Targone

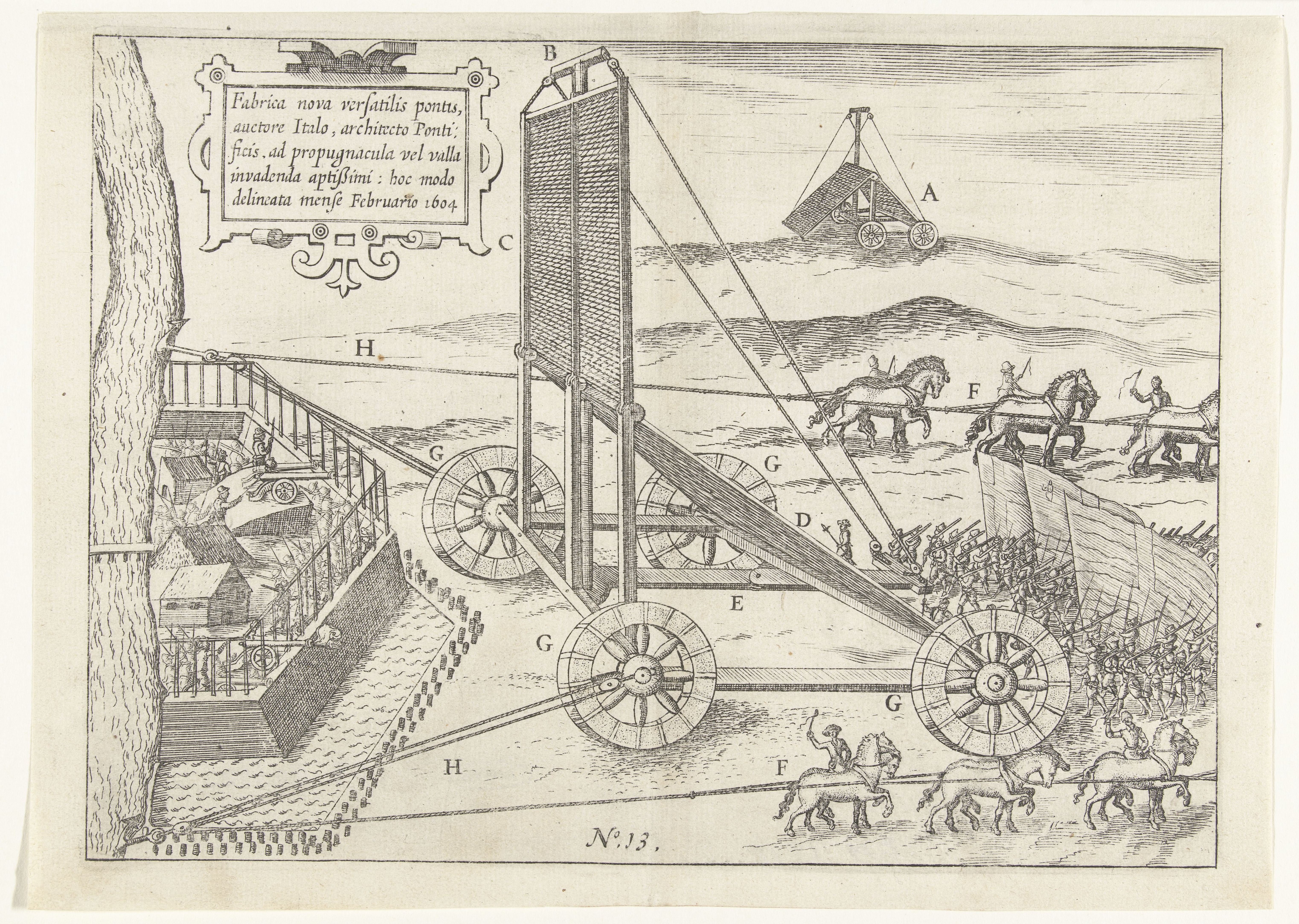
Werking van de stormbrug van de Italiaanse ingenieur Pompeo Targone, februari 1604

In november 1602 kwam de Italiaanse ingenieur Pompeo Targone aan in het kamp van de aartshertog. De jonge veelbelovende Targone – in dienst van paus Clemens VIII – werd belast met het ontwerpen van belegeringswapens waarmee de inname van de stad versneld kon worden. Albrecht had een groot vertrouwen in de ideeën van Targone en stelde veel geld beschikbaar. Targones constructies zoals een grote rollende schanskorf en een drijvende batterij faalden echter door ontoereikende natuurkundige kennis. In februari 1604 werd de door Targone geconstrueerde stormbrug in stelling gebracht. De grote verrijdbare ophaalbrug was veertig meter lang en werd door veertig paarden voortgetrokken. De brug had naar de gracht gereden moeten worden om daar neergelaten te worden zodat Spaanse soldaten de stad konden binnendringen. Maar tijdens het rijden werd een van de vier wielen kapotgeschoten waardoor de aanval moest worden gestaakt.

### Komst Ambrogio Spinola

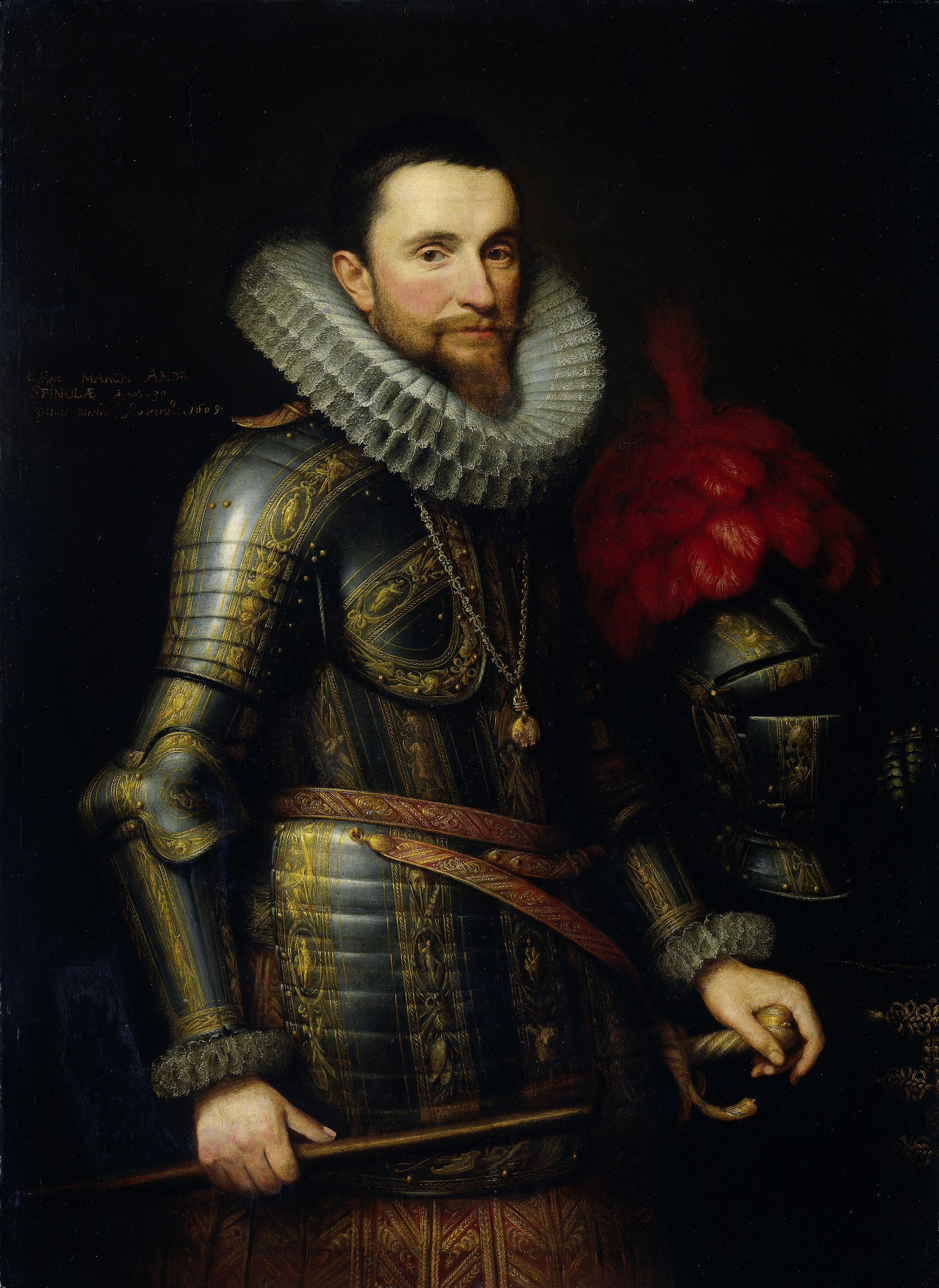
Ambrogio Spinola, door Michiel van Mierevelt, 1609

In de lente van 1603 sprak Ambrogio Spinola – een broer van de omgekomen Frederik Spinola – met koning Filips III over de belegering van Oostende. Hij bood aan de financiering voor zijn rekening te nemen op voorwaarde dat hij het opperbevel zou krijgen over het koninklijk leger bij Oostende. Spinola liet vervolgens enkele van zijn Italiaanse officieren onderzoek doen naar de haalbaarheid van het slagen van de belegering. In oktober 1603 sloten Filips III en Spinola een akkoord. Spinola kreeg het opperbevel van de troepen rond Oostende. Albrecht trok zich terug. Bij aankomst liet Spinola meteen veranderingen doorvoeren. Hij verving officieren, betaalde achterstallige soldijen uit en liet de manschappen tellen. Uit de telling bleken er ruim drieduizend soldaten minder te zijn dan het aantal waaraan tot dan toe soldij werd betaald. Ook liet hij voortaan de verschillende naties in zijn leger elk eigen taken uitvoeren, zoals graafwerkzaamheden op verschillende plaatsen. Dit vergrootte de rivaliteit en verhoogde de productiviteit. Door de veranderingen kregen de troepen weer moed.
Om de druk van Oostende te halen waagde Maurits opnieuw een poging om 's-Hertogenbosch te belegeren. De belegering was kansrijk aangezien het garnizoen klein was en de voorraden laag. Het moest echter opgeheven worden na het intreden van de kou. Door het katholieke aartshertogelijk echtpaar werd de uitkomst gezien als een wonder toegeschreven aan Onze-Lieve-Vrouw van Scherpenheuvel. Ook de inname van Oostende een jaar later werd aan de Maagd toegeschreven.

## 1604: slotfase

### Opmars Spinola en het Nieuwe Troje

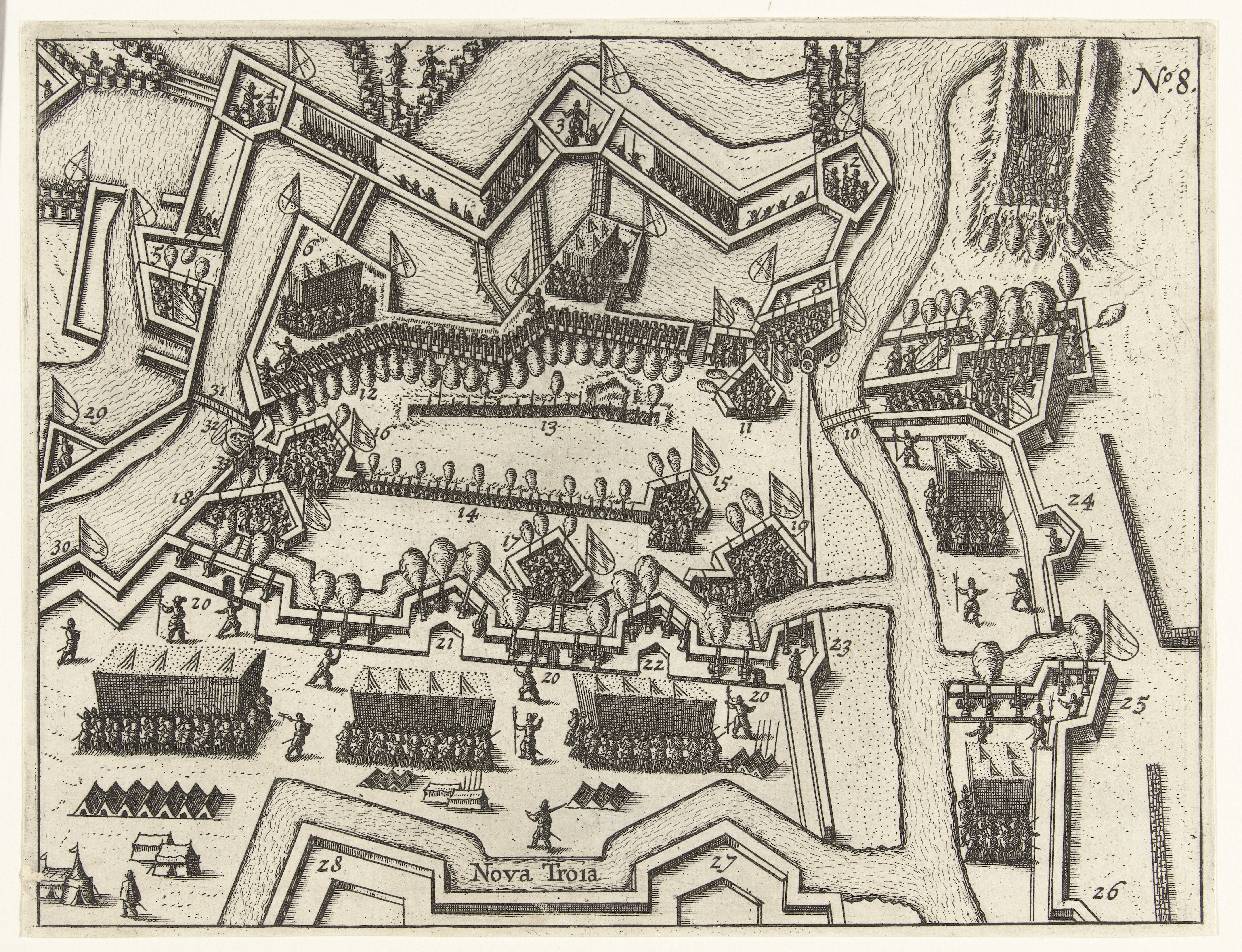
Eind juni 1604 was de hoofdwal ingenomen door de aanvallers. Het garnizoen zette de verdediging voort vanachter de eerste afsnijding.

Het plan van Spinola behelsde het afsnijden van de bevoorrading door het plaatsen van batterijen bij de mondingen van de Geule en de Westhaven. Daarnaast wilde hij de stad benaderen met approches en de gracht ondertunnelen met galerijen om de wal vervolgens op te blazen met buskruitmijnen.
Vanaf januari 1604 verhevigde Spinola de aanvallen. De versterkingen in de westelijke contrescarp werden hevig beschoten, zodat in maart de volledige contrescarp ingenomen kon worden. Een maand later werd de Polderravelijn door Walen en de Westravelijn door Italianen ingenomen. Hiermee kon een aanval voorbereid worden op de hoofdwal. In de Republiek nam de bezorgdheid toe. Het leek een kwestie van tijd voor de stad volledig ingenomen zou worden. De vraag kwam op hoeveel geld en mensenlevens nog opgeofferd moesten worden voor de verdediging.
Achter de hoofdwal bereidde ingenieur David van Orliens ondertussen een afsnijding voor. Die bestond uit een nieuwe wal en drie bastions en werd gegraven achter de bestaande wal. Het garnizoen kon zich hierachter terugtrekken wanneer de belegeraars de hoofdwal in handen zouden krijgen. Later werd ook een reduit gerealiseerd, een tweede afsnijding die het Nieuwe Troje genoemd werd. Deze werd ontworpen door de Engelse ingenieur Ralf Dexter.

### Beleg van Sluis
In april voerde Maurits een nieuwe afleiding uit door met zijn leger aan te komen in Zeeuws-Vlaanderen. Spinola reageerde door Oostende af te schermen met het plaatsen van een deel van zijn leger tussen Oostende en Sluis. Oostende was hiermee onbereikbaar voor Maurits. Oldenbarnevelt zag veel militair en economisch voordeel in het veroveren van Sluis en daarom werd op 19 mei beleg voor die stad geslagen. Toen bleek dat Maurits het beleg van Sluis begon, ging Spinola in Oostende verder met de aanval op de stad.
Op 28 mei nam hij het bastion Porc-Espic in. Eind juni volgden ook het Polderbolwerk, Westbolwerk en Helmond, waardoor de hele westelijke wal in handen kwam van het koninklijk leger. De gevechten waren hevig en twaalfhonderd manschappen van het garnizoen kwamen erbij om. Het volgende doel was de oude stad in het noorden. Onder het garnizoen was weinig vertrouwen meer in een goede afloop. Kanonnen en voorraden die niet meer nodig waren werden in het geheim teruggehaald naar Holland.
Het beleg van Sluis was nog gaande toen Albrecht aan Spinola vroeg een poging te wagen om de stad te ontzetten. Spinola verzamelde met tegenzin een leger en trok naar Zeeuws-Vlaanderen maar slaagde er niet in Maurits te verjagen. Op 20 augustus capituleerde Sluis en kwam daarmee in Staatse handen.

### Diplomatie en capitulatie

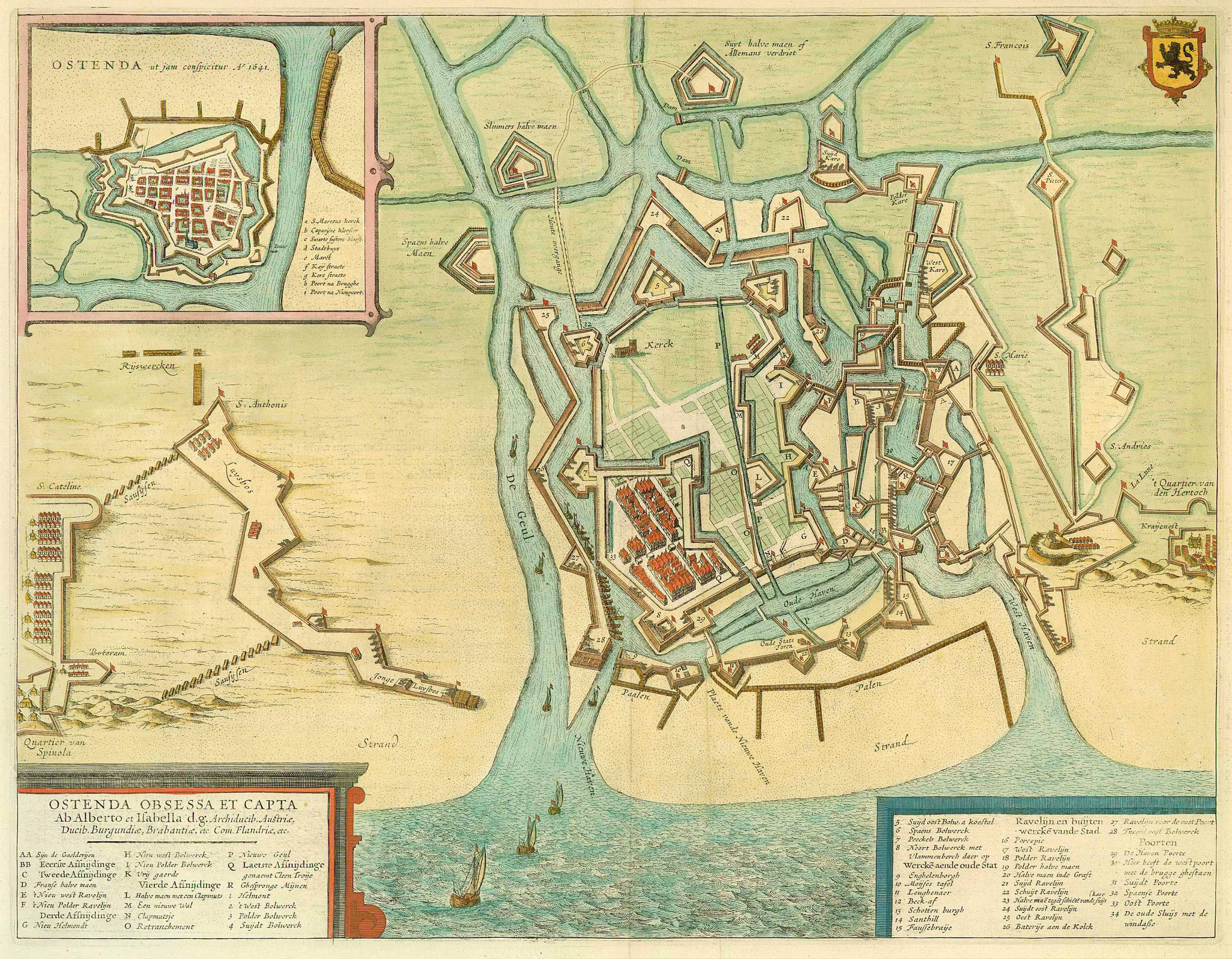
De laatste afsnijding, het Nieuwe Troje genoemd, is op deze kaart te herkennen aan de reduit met rode daken

Enkele dagen na de inname van Sluis sloten Engeland en Spanje, op 28 augustus 1604, vrede. Onder koningin Elizabeth I van Engeland hadden de Staten-Generaal steun gekregen in de vorm van manschappen en geld. Na haar dood in maart 1603 werd zij opgevolgd door koning Jacobus I die de strijd niet meer wilde voortzetten. Na het sluiten van de vrede vertrokken de Engelse soldaten uit de Republiek en uit Oostende.
Toen Spinola met het leger was teruggekeerd van Sluis gingen de aanvallen weer in volle hevigheid verder. Spinola hield rekening met een mogelijke poging tot ontzet van Oostende na de inname van Sluis en plaatste troepen tussen Sluis en Oostende. Zandhil, het bastion dat als de sleutel van de vesting werd beschouwd, werd op 13 september ingenomen. Hierna vielen de andere bastions rond de oude stad een voor een. Midden september werd de eerste afsnijding, die minder sterk was als de hoofdwal, ingenomen en op 19 september was de oude stad in handen van Spinola. Alleen het Nieuwe Troje was nog over. Omdat de situatie onomkeerbaar was kreeg gouverneur Daniel de Hertaing toestemming om te capituleren. Vooraf werden nog predikanten, Spaanse deserteurs en een groot deel van het geschut overgebracht naar Zeeland. Op 20 september gaf de gouverneur aan te willen onderhandelen over een overgave. De voorwaarden waren eervol voor de verdedigers. Op 22 september verlieten de drieduizend soldaten de stad met hun wapens, brandende lonten, kogel in de mond en vliegende vaandels. Een paar dagen later bezochten Albrecht en Isabella de verwoeste en verlaten stad.

## Situatie in Oostende

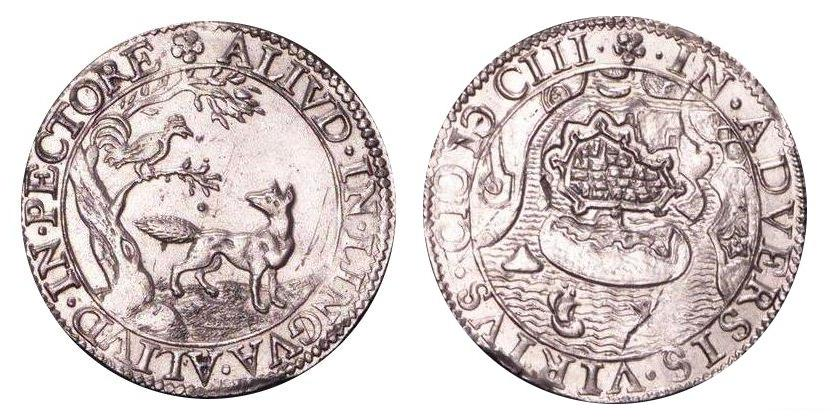
Herdenkingsmunt van het beleg van Oostende, geslagen in 1603. Aan de voorzijde is afgebeeld een fabel van Aesopus, over de vos die de haan uit de boom lokt. Aan de achterzijde een plattegrond van Oostende.

Voor de soldaten die gediend hebben in de stad moet de situatie verschrikkelijk zijn geweest. Zij stonden onder een constante psychologische druk, die de omsingeling meebracht. Zij kregen te maken met het oorverdovend lawaai van kanonnen, kameraden die omkwamen of verminkt werden en dat op een kleine ruimte. Hoeveel slachtoffers er gemaakt zijn, is gebleken in 1604. Begin dat jaar werd een brandbrief geschreven door acht kolonels en vierendertig kapiteins aan de Staten-Generaal met het verzoek tot een spoedig ontzet. Bij de capitulatie van de stad vijf maanden later, bleken van de groep alleen veertien kapiteins nog in leven te zijn. Sommige soldaten sneuvelden voordat zij de stad bereikt hadden doordat troepentransporten beschoten werden. Een kolonel stierf met symptomen van wat nu bekend staat als shellshock.
In Oostende stond bijna geen huis meer overeind. Het hout in de daken was gebruikt voor palissades. Van de stenen waren op de wegen grote obstakels gebouwd, die Spaanse kanonskogels moesten opvangen. Continu werd er getimmerd en gegraven aan verdedigingswerken. De soldaten sliepen in houten hutten die verspreid over de stad stonden. Een beschikbare kamer moest door dertig tot vijftig man gedeeld worden. Het eten bestond uit roggebrood, maar via zoetelaars was ook wijn, bier, schapenvlees, varkensvlees en vers fruit te verkrijgen, evenals oesters. Het drinkwater was besmet, dus werd er voornamelijk bier gedronken. Er was tabak tegen de koude en voor de gezondheid. Turf en kolen werden gebruikt voor verwarming.
Door de drukte was bijna ieder schot op de stad raak en de aanvallen waren hevig. Bij sommige grote aanvallen stierf een kwart van het garnizoen of raakte ernstig gewond. De chirurgijns hadden tot 1 oktober 1601 al vijfhonderd amputaties verricht. Zieken en gewonden werden overgebracht naar gasthuizen op het Zeeuwse eiland Walcheren. Later werden ook zieken en gewonden overgebracht naar Holland, Utrecht en zelfs naar Friesland. In het Middelburgse gasthuis zijn in de periode van de belegering meer dan tienduizend soldaten opgenomen geweest. Het totaal aantal gewonden moet nog vele tienduizenden hoger zijn geweest. Om het garnizoen op sterkte te houden werden compagnieën regelmatig gerouleerd. Een compagnie die gediend had ging naar Zeeland, en een nieuwe compagnie kwam ervoor in de plaats. Hierdoor konden compagnieën die afgelost werden elders garnizoensdiensten verrichten en onderwijl aangevuld worden. Gemiddeld bedroeg een terugkerende compagnie 45 man, wat een verlies van 25 man betekende. Geschat wordt dat 150.000 man gediend moeten hebben in Oostende.
Overledenen werden in Oostende begraven. Door de veelheid aan doden werd dat een probleem op zich. Het drinkwater raakte erdoor besmet en de beschikbare grond raakte op. Toen het leger van Spinola steeds meer terrein won, werd het beschikbare land om doden te begraven kleiner en kleiner. In het voorjaar van 1604 was er geen grond meer over om verdedigingswerken te repareren. Om die reden werden doden opgegraven zodat het zand gebruikt kon worden voor het opwerpen van nieuwe wallen en de botten voor de versteviging ervan. Soldaten die deze klus uitvoerden kregen een flinke premie. De vijand sprak er schande van.

## Nasleep

### Oostende
Na de overgave was Oostende verlaten en verwoest. De aartshertogen wilden dat de stad weer opgebouwd zou worden. Zij verleenden de stad vrijstellingen en privileges. Mensen die naar de stad trokken kregen belastingvrijstellingen, gratis burgerschap en het recht een beroep uit te oefenen. Waarschijnlijk heeft de aanpak gewerkt want in 1608 bedroeg het inwonertal zo'n tweeduizend. Veertig jaar na de inname was het aantal gegroeid tot 4381 inwoners.
Uit de uitgaven aan publieke werken kan opgemaakt worden waaraan de overheid geld besteedde. In de eerste jaren werden de dringendste zaken aangepakt, zoals bestrating, herstel van de wallen, sluizen en de kaai aan de Brugse poort. Na reparaties werd de Sint-Pieterskerk in 1606 weer in gebruik genomen. In 1610 werd met de bouw begonnen van het nieuwe stadhuis. Tussen 1627 en 1631 werd de Grote Markt bestraat en werd het schepenhuis hersteld. Een jaar later werd het huis van de gouverneur gebouwd, het Gouvernement of Ruwaertshuys. Ook kloosters vestigden zich in Oostende, namelijk die van de zwartzusters en kapucijnen.
Oostende moest een belangrijke havenstad worden. De haven werd verbeterd en op aandringen van Spinola werd een kanaal gegraven dat Oostende verbond met Brugge en Gent.

### Voortzetting van de strijd
Na de vrede tussen Frankrijk en Spanje en tussen Engeland en Spanje stond de Republiek er alleen voor. Het betekende dat Spanje zich vol kon richten op de Republiek. Op zee zette de Republiek de aanval in op Spaanse en Portugese schepen. De aanval over land werd gestaakt. In 1602 was namelijk gebleken dat een aanval in Brabant grote logistieke problemen met zich meebracht en een aanval op Antwerpen was niet haalbaar omdat het leger daarvoor te klein was. De aartshertogen hadden meer en betere opties om aan te vallen en daarom koos de Republiek voor het defensief. In de twee opvolgende jaren ging Spinola inderdaad in de aanval en veroverde Oldenzaal, Lingen, Lochem en Groenlo.
De Republiek zat in het nauw en Spanje kreeg te maken met financiële problemen, waardoor onderhandelingen over een vrede in februari 1608 begonnen. Uiteindelijk werd een wapenstilstand afgesloten voor de duur van twaalf jaar. Na het Twaalfjarig Bestand werd de strijd weer voortgezet. De veroveringen van Spinola werden teruggewonnen door Maurits en zijn opvolger Frederik Hendrik. Beide partijen stelden steeds meer geld beschikbaar voor het leger zonder dat dit voor een van de partijen veel terreinwinst opleverde. Moegestreden werd in 1648 de Vrede van Münster getekend.

## In de media

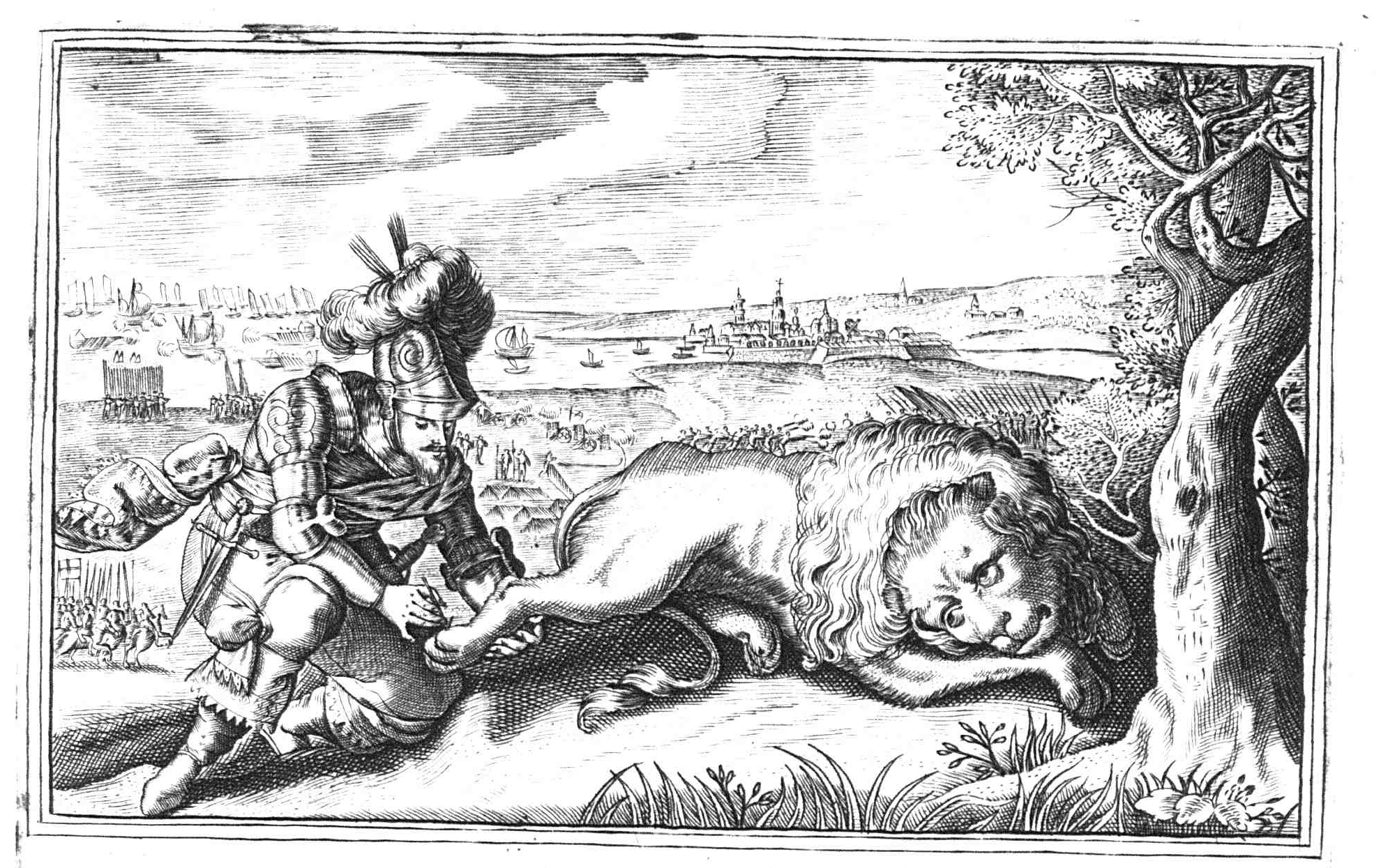
Zinneprent van Ambrogio Spinola die de doorn (Oostende) uit de poot van Leo Belgicus haalt

Over het beleg van Oostende is uitvoerig geschreven. Doordat het zolang duurde werd het in steeds meer journalen, nieuwskaarten en historische publicaties opgepikt. Hierbij zijn ook veel illustraties geproduceerd. De meeste originele afbeeldingen zijn te vinden in Belägerung der Statt Ostende uit 1604 door een anonieme schrijver. Deze publicatie is verschenen in het Duits, Engels en Frans. Andere bronnen uit die tijd die het beleg beschreven zijn: De Bloedige ende strenge Belegeringhe Der Stadt Oostende/ in Vlaenderen van Henrick van Haestens uit 1613 en Oostende Vermaerde Belegheringhe van Philip Fleming uit 1621. Die laatste is bijzonder omdat de schrijver de persoonlijke secretaris was van de gouverneurs tijdens de belegering en daardoor ooggetuige was.
De stad werd veel met het antieke Troje vergeleken. Die stad werd net als Oostende door een grote troepenmacht belegerd gedurende een lange periode. Ook werd soms de vergelijking met Carthago gemaakt.

‘t Belegh van Oostende passeert Troye en Carthago

Oostends langh belegh, ‘t gewelt aldaer bedreven,
Met al die listigheyt, en mannelijcke feyten:

Soodanigh zijn, dat noch Troia, noch ‘t verheeven
Carthago, met daer om d’eer sullen durven pleyten.
— uit Nassauschen laurencrans uit 1610

Na de val van Oostende werd in het noorden veel moeite gedaan om het verlies niet zo groot te laten lijken. Door Oostende te vergelijken met een berg zand en steen, leek Sluis veel waardevoller. Hugo de Groot dichtte in 1604 Ostenda loquitur waarin hij vraagt aan Fortuna wie het dorre onvruchtbare grafveld mag bezitten.
In het zuiden werden, hoewel de vreugde uiteraard groot was, minder gedichten en liederen geschreven ter gelegenheid van de capitulatie dan in het noorden. Een reden voor het kleine aantal publicaties was dat er in het zuiden minder intellectuelen waren die erover konden schrijven. Daarnaast bleef het een feit dat een totaal ontvolkt Oostende was gewonnen terwijl verscheidene steden in Zeeuws-Vlaanderen verloren waren gegaan. Tot slot was de verovering een verdienste van Spinola en niet van de aartshertog. Om de laatste niet voor het hoofd te stoten werd maar gezwegen.
In latere eeuwen werd de belangstelling in Nederland voor de belegering kleiner. Meer aandacht ging uit naar het beleg van Leiden waar de Spanjaarden verslagen werden of dat van Antwerpen. Oostende paste niet in de beleving van de vaderlandse geschiedenis die in de negentiende eeuw en begin twintigste eeuw opgeld deed.

## Nabeschouwing
De belegering van Oostende heeft de meeste slachtoffers gekost en het langst geduurd van alle belegeringen tijdens de Tachtigjarige Oorlog en uit de Europese geschiedenis. Het aantal slachtoffers loopt uiteen maar worden door professor Lombaerde aan Spaanse zijde geschat op circa 45.000 man en aan Staatse zijde zo'n 52.000 en door Luc Duerloo op 60.000 aan beide zijden. Een contemporaine bron heeft het over 76.961 doden aan Spaanse en 77.684 aan Nederlandse kant, maar deze nauwkeurigheid was onmogelijk in die tijd. Ook qua financiën waren de kosten hoog. Voor de Staatsen kwamen de totale kosten uit op vier miljoen gulden. Ook aan de kant van de aartshertog moeten de kosten enorm zijn geweest.
De stad had rond 1600 geen grote economische en militaire waarde. De reden van de grote krachtsinspanning aan beide zijden was prestige. Alle ogen van Europa waren gericht op Oostende en geen van de partijen wilde gezichtsverlies lijden. Op dit gebied hadden de aartshertogen gewonnen. Vanuit strategisch oogpunt had de Republiek gewonnen. In de tijd dat het Spaanse leger zijn handen vol had aan Oostende, had het Staatse leger terreinwinst geboekt met de verovering van Rijnberk, Grave, Sluis, Cadzand, IJzendijke, Aardenburg en de belangrijke forten Lillo en Liefkenshoek. Sluis was in dit rijtje veruit de belangrijkste. Op termijn waren deze veroveringen belangrijker dan Oostende.
De strategie van Albrecht met het drie jaar lang afsluiten en uithongeren van de stad bleek niet te werken. De stad bleef bereikbaar via de zee door het overwicht dat Nederlandse en Engelse schepen hadden. Spinola's benadering met isolatie en aanvallen had een veel beter resultaat. Hij gaf de verschillende naties in zijn leger verschillende opdrachten, wat de rivaliteit versterkte en de snelheid verhoogde. Van meerdere kanten werd de stad aangevallen, zodat ontdekt kon worden welke zijde het zwakst was. Daar werd vervolgens de aanval op geconcentreerd. In latere jaren zou deze techniek verder verfijnd worden.

## Overblijfselen van het beleg
Bij graafwerkzaamheden in Oostende zijn nog regelmatig skeletten opgegraven die dateren uit de periode van de belegering. De overblijfselen worden gevonden op plekken waar nooit officiële begraafplaatsen zijn geweest. Uit onderzoek op zestig skeletten is gebleken dat het bijna iedere keer ging om jonge mannen tussen de zestien en negenentwintig jaar oud. Daarnaast bleek uit de botten dat de personen een relatief zwaar leven hadden gehad. Enkelen vertoonden juist overvoedingsziekten, waaruit blijkt dat die opgeklommen waren tot een hogere sociale trede. Bij het Pekelbolwerk werden graven gevonden in opgeworpen wallen die dienden ter verdediging van de stad.
In Walraversijde, enkele kilometers ten westen van Oostende zijn skeletten van paarden gevonden. Op deze plaats, vroeger aangeduid als Raversijde, bevond zich het ruiterkwartier. Verder is er een vizier van een helm opgegraven. Een andere vondst was een deel van een kruik met vermelding van het jaartal 1601.
Vrijwel de meeste forten die waren aangelegd tegen uitvallen van het Oostendse garnizoen of ter ondersteuning van de belegering zijn verdwenen. Fort Sint-Isabella was nog lange tijd herkenbaar in het landschap. Voordat het gebied verkaveld werd, is er archeologisch onderzoek uitgevoerd. Tijdens het onderzoek zijn restanten van gebouwen uit het fort gevonden en allerlei voorwerpen, voornamelijk aardewerk, maar ook ijzeren kanonskogels, loden kogeltjes en koperen munten. Een ander fort, dat dicht bij Nieuwpoort lag, was fort Nieuwendamme. Dit fort was opgericht tegen de uitvallen van garnizoenssoldaten uit Oostende en moest de waterlopen IJzer en Ieperlee beschermen. Dit fort is als enige nog herkenbaar in het landschap en is sinds 1981 een beschermd onroerend erfgoed.

## Galerij

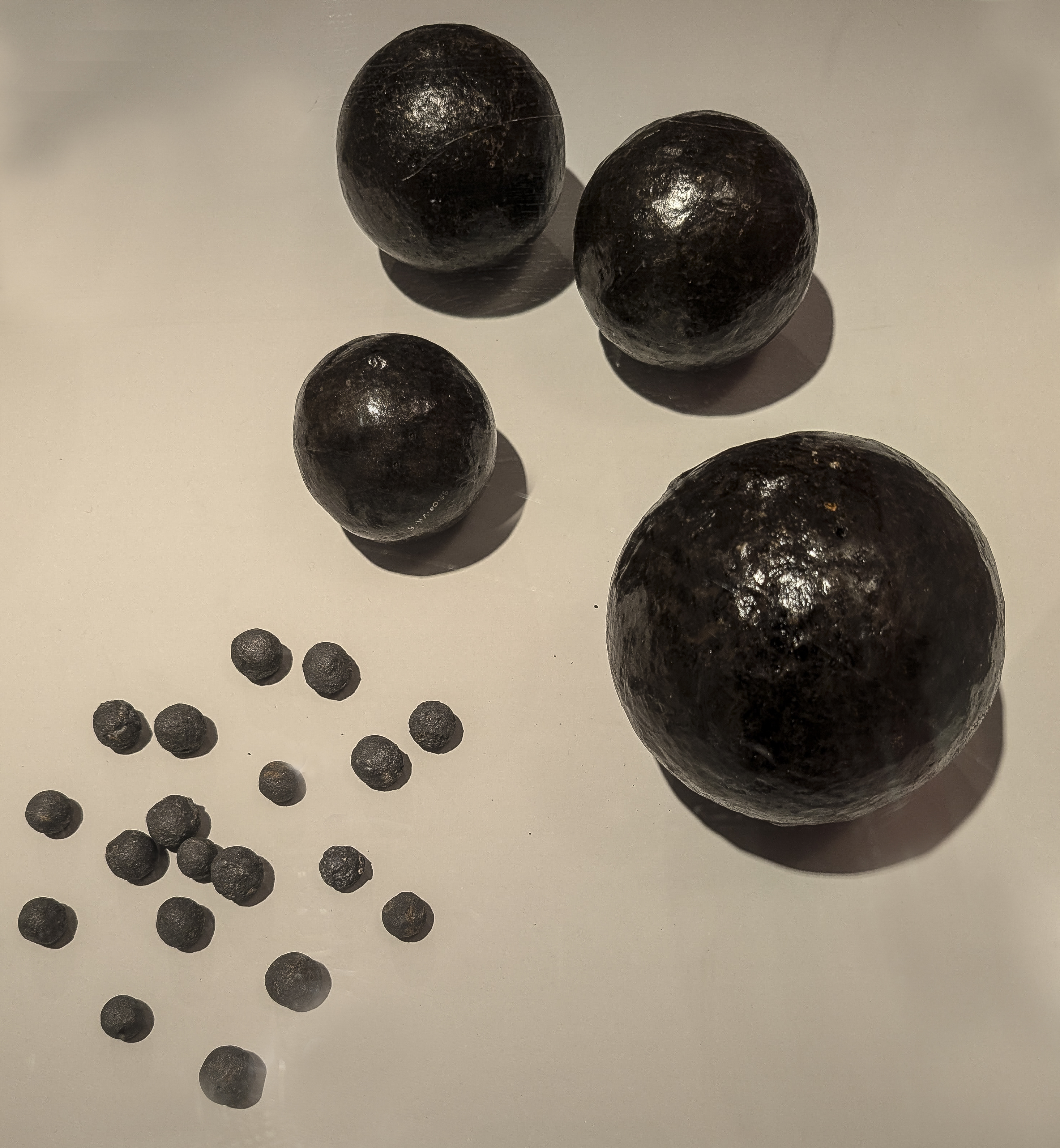
Kanonballen en loden kogels
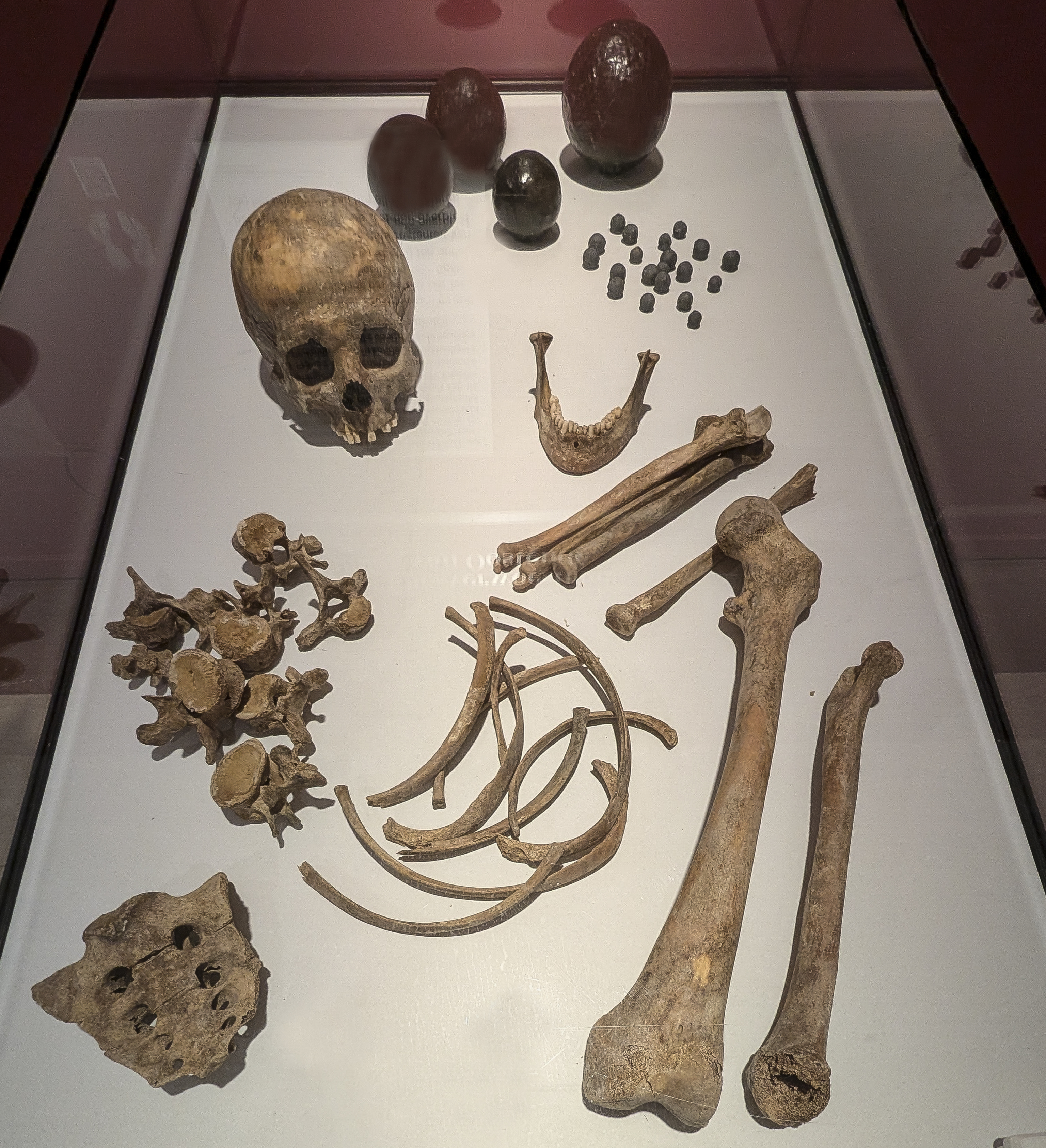
Skelet gevonden onder het Mijnplein

## Voetnoten
1. 1 2 3 4 5 6 7 8  Lombaerde, Piet: Oostende afgesneden, belegerd, opgegeven en ingenomen: 1599-1604 (archive.org), uit: Oostende verloren, Sluis gewonnen, 1604
2. 1 2 3  Duerloo, Luc, 'Dynasty and Piety, Archduke Albert (1596-1621) and Habsburg Political Culture in an Age of Religious Wars', blz. 127
3. ↑  Nimwegen, O & Prud'homme van Reine, R., 'De Republiek in oorlog' in De Tachtigjarige Oorlog. Van opstand naar geregelde oorlog. 1568-1648 blz. 240
4. ↑  Lombaerde, Piet, ' De stad Oostende en de nieuwe gebastioneerde versterkingswijzen in de Nederlanden' in De val van het Nieuwe Troje. Het beleg van Oostende. 1601-1604, blz. 52
5. ↑  Lombaerde, Piet, De vestingbouwkundige werken van Oostende 1572-1865, De Plate 1987 (10): 236-249
6. ↑  Lombaerde, Piet, ' De stad Oostende en de nieuwe gebastioneerde versterkingswijzen in de Nederlanden' in De val van het Nieuwe Troje. Het beleg van Oostende. 1601-1604, blz. 54-55
7. ↑  Piceu, Tim, Over vrybuters en quaetdoenders. Terreur op het Vlaamse platteland (eind 16de eeuw), blz. 65
8. ↑  Vos, de Luc, Veldslagen in de Lage Landen, blz. 81
9. ↑  Gils, Robert: Het Beleg van Oostende (1601–1604), blz. 7
10. ↑  Thomas, Werner, 'Het Beleg van Oostende' in De val van het Nieuwe Troje. Het beleg van Oostende. 1601-1604, blz. 83
11. 1 2  Nimwegen, O & Prud'homme van Reine, R., 'De Republiek in oorlog' in De Tachtigjarige Oorlog. Van opstand naar geregelde oorlog. 1568-1648 blz. 244
12. ↑  Duerloo, Luc, 'Dynasty and Piety, Archduke Albert (1596-1621) and Habsburg Political Culture in an Age of Religious Wars', blz. 124
13. ↑  Thomas, Werner, 'Het Beleg van Oostende' in De val van het Nieuwe Troje. Het beleg van Oostende. 1601-1604, blz. 82
14. ↑  Nimwegen, O & Prud'homme van Reine, R., 'De Republiek in oorlog' in De Tachtigjarige Oorlog. Van opstand naar geregelde oorlog. 1568-1648 blz. 245
15. ↑  Nimwegen, O & Prud'homme van Reine, R., 'De Republiek in oorlog' in De Tachtigjarige Oorlog. Van opstand naar geregelde oorlog. 1568-1648 blz. 246
16. ↑  Nimwegen, O & Prud'homme van Reine, R., 'De Republiek in oorlog' in De Tachtigjarige Oorlog. Van opstand naar geregelde oorlog. 1568-1648 blz. 247
17. 1 2  Duerloo, Luc, 'Dynasty and Piety, Archduke Albert (1596-1621) and Habsburg Political Culture in an Age of Religious Wars', blz. 136
18. 1 2  Graaf De, Ronald, 'Het soldatenleven in Oostende' in De val van het Nieuwe Troje. Het beleg van Oostende. 1601-1604, blz. 105
19. ↑  Nimwegen, O & Prud'homme van Reine, R., 'De Republiek in oorlog' in De Tachtigjarige Oorlog. Van opstand naar geregelde oorlog. 1568-1648 blz. 248
20. ↑  Gils, Robert: Het Beleg van Oostende (1601–1604), blz. 9
21. ↑  Gils, Robert: Het Beleg van Oostende (1601–1604), blz. 10
22. ↑  Duerloo, Luc, 'Dynasty and Piety, Archduke Albert (1596-1621) and Habsburg Political Culture in an Age of Religious Wars', blz. 130-131
23. ↑  Enthoven, Victor, 'Een stad te ver. De Materiële verzorging van het garnizoen van Oostende' in De val van het Nieuwe Troje. Het beleg van Oostende. 1601-1604, blz. 68
24. ↑  Graaf De, Ronald, 'Het soldatenleven in Oostende' in De val van het Nieuwe Troje. Het beleg van Oostende. 1601-1604, blz. 109-110
25. ↑  Vermeulen, Joos, 'Rebels Oostende: weergalm en naklank' in De val van het Nieuwe Troje. Het beleg van Oostende. 1601-1604, blz. 133-135
26. ↑  Nimwegen, O & Prud'homme van Reine, R., 'De Republiek in oorlog' in De Tachtigjarige Oorlog. Van opstand naar geregelde oorlog. 1568-1648 blz. 241
27. ↑  Graaf, Ronald de, Oorlog, mijn arme schapen: een andere kijk op de Tachtigjarige Oorlog 1565-1648, blz. 367
28. ↑  Pieters, Marnix et al., 'De materiële bronnen over het beleg van Oostende of de archeologie van een in de vroege zeventiende eeuw zwaar geteisterde stad' in De val van het Nieuwe Troje. Het beleg van Oostende. 1601-1604, blz. 140